# サムス・アラン
サムス・アラン（Samus Aran）とは、任天堂のコンピュータゲーム『メトロイドシリーズ』に主人公として登場する架空の人物である。同社の登録商標でもある。
本項では、サムスに能力を付与するシリーズ作品中のアイテムについても記述する。

## プロフィール
フリーのバウンティハンター（賞金稼ぎ）として活躍している。パワードスーツ着用時の身長は190cm、体重は90kg。スリーサイズは106・60・90。鳥人族が過去に使用していた、古代の甲冑をモデルにデザインされている。また、初代『メトロイド』ではサイボーグであるという設定があったが、後年の作品では無かったことにされている。スターシップを一隻所有しており、毎回新しいものを購入して乗り換えていたが、『メトロイドII』および『サムスリターンズ』以降は同じスターシップを使用している（ただし作品によってはデザインが若干異なる）。『フュージョン』および『ドレッド』でのスターシップは銀河連邦からの支給品（コンピューターに搭載されているAIに従う条件）。
戦闘時はビームやミサイルをはじめとする様々な武器を搭載したパワードスーツを着用している。後述のようにパワードスーツはサムス専用であり、機能不全などの例外を除けばサムスの意思以外では着脱不可能。
生身の姿は金髪碧眼の地球人女性であるが、これは初代『メトロイド』発売時に明らかにはされておらず、エンディングで（後述の条件クリアした場合のみ）初めて明かされた。素顔およびスーツを脱いでいる姿を他人に見せることはほとんど無く、基本的にゲームプレイ中に素顔を見ることはできない。しかし、ゲームクリア時のクリアタイム、アイテム取得率などにより、エンディングなどにおいてサムスの素顔およびスーツを脱いだ全身像を見ることができる。また、『プライム』シリーズでは時折目と鼻をバイザーの内側の反射によって見ることができる。生身の姿は『フュージョン』まではノースリーブとビキニ、もしくはホットパンツを着用し、髪型はポニーテールもしくはそれを解いたロングヘアであったり、前髪の形状もバラつきがあったが、『ゼロミッション』以降に発売されたソフトでは全身タイツ風の青色スーツ（ゼロスーツ）を着用し、髪型は寝かせた前髪とポニーテールで目は切れ長といったデザインに統一された。なお、スーツ以外のものを着用したり髪を解いたりしている姿の設定も無くなったわけではなく、『ゼロミッション』のボーナスイラストや『アザーエム』のエンディングなど私的な場面で確認できる。また、『アザーエム』で描かれた銀河連邦所属時代（同作の設定資料では15〜17歳頃とされる）はショートヘアであった。
『アザーエム』では口の左下（向かって口の右下）にホクロがある。
『スーパー』の公式ガイドではキム・ベイシンガーがイメージに挙げられているが、後に『フュージョン』での雑誌インタビューによるとこれも明確ではなく、実際には誰がサムスのイメージに当てはまるか思い当たらず、顔はシャーリーズ・セロンのイメージで、全体としてはナタリー・ポートマンをやや意識していると答えられている。
「サムス・アラン」という名前は、サッカー好きである作者の清武博二がサッカー選手のペレの本名をもとに命名した。ただ、清武は当初、その本名を「サムス・アラントス・ナシメントス」だと思っていたが、実際は「エドソン・アランテス・ド・ナシメント」が正しく、勘違いだったことが後に分かったが、スタッフ内で定着していたことからそのまま採用された。

### 人物像
普段は男勝りで強気な口調で話し、『フュージョン』の独白では「普段は女性扱いされることはあまり好まない」とも言っており、事実『アザーエム』では女性だから弱く見られるのではという不安が自身の過去と共に強がりを見せる要因だったと語っている。
しかし、本質的には母性の強くて優しさや慈しみを持つ性格であり、柔らかい顔立ちをしていながらも凜々しい目つきという表情からもそれが窺える。実際に『メトロイドII』および『サムスリターンズ』では、殲滅の指令を受けていながらも、自分に懐いてきたベビーメトロイドを殺すことができなかった。特に実親やそれに当たる存在を幼くして全て失った過去から「家族」に対して強い思い入れがあるようで、ベビーメトロイドを殺害された際に凄まじい怒りを見せている。『アザーエム』では母に当たる人物に見捨てられたと解釈し反乱を起こしたアンドロイド・メリッサに対して同情的に捉えており、アダムが未来をサムスに託して死ぬ道を選んだことを知った際は、それが最善策と分かりながらもどうにか止めようとしてミッション終了後も苦悩が残っていた。
また、悲惨な過去を送って来たことから自分の弱みを表に出すことを嫌うと共に、優しさ故の精神的な脆さを見せることが度々あり、『マガジンZ』の漫画版では青年期に育ての親であるオールドバードら鳥人族たちやマザーブレインとの衝突が描かれた。『アザーエム』で描写された銀河連邦軍時代ではさらにその傾向が強く、捻くれ者といえるほど常に強がりを見せて意地を張り、（常に「異論は無いな? レディー」と締めくくられる）アダムからの命令に快諾する際は他のメンバーがサムズアップでサインする中、彼女のみサムズダウンで応えるというのが常であった。それを笑いながら優しく見守る仲間たちの意図も理解しきれず衝突しており、サムスは当時を「私は幼すぎた」と回想している。
現在では冷静沈着な面を見せることが多く、強靭な精神力が無ければできない伝説のパワードスーツの装備が可能なだけの心の強さを持つ。だが、これもまた脆さを抑えるための振る舞いという面があり、命令を無視してのベビーメトロイドの保護やその死に対する怒り、『アザーエム』のストーリー各所の描写からも、普段のそれはあくまで豊かな感情を抑えた上での冷静さであることが窺える。『アザーエム』物語終盤においてアダムに託された想いと、その死を乗り越えたことによって人間的にも戦士としても一段と成長し、同作のエピローグ以降・『フュージョン』および『ドレッド』では以前よりも落ち着いた雰囲気を見せる。
例外はあるものの、基本的には他者の指図を受けることをあまり好まず、そのためフリーのハンターという体系をとっているということが『フュージョン』作中におけるサムス自身の独白から判明している。『プライム3』においては信頼関係にあるデーン提督とのやり取りも素っ気ない反応をすることが多いが、デーン提督も彼女を理解しているようで、ミッション終了後そのまま去るサムスに無言で敬礼していた。

### 来歴
地球人のロッド・アラン、バージニア・アランは採掘惑星コロニーK-2Lに娘のサムスと共に移住、サムスが3歳の頃まで平和に暮らしていた。サムスはK-2Lで採掘されていたエネルギー資源アフローラルタイトを求めて訪れた鳥人族・オールドバード・グレイヴォイスと出会い親友となるが、それを秘密裏に追跡していた当時のリドリーらスペースパイレーツが惑星を襲撃。父ロッドは銀河連邦警察の出動連絡、銀河連邦警察到着までの時間稼ぎと敵の物資奪取防止のため、スペースパイレーツの宇宙船諸共自爆。母バージニアはサムスをリドリーの攻撃から庇って死亡。K-2Lの住人は全滅、サムス・アランが唯一の生存者となってしまった。
救難信号を受けて引き返してきた鳥人族は惑星襲撃の間接的な原因を作ってしまった自責の念もあり、サムスを彼らの故郷である惑星ゼーベスで育てることにするが、惑星内の環境が地球人種にとって非常に厳しい環境下だったため、サムスにグレイヴォイスのDNAを移植、生体調整を施す。その後のグレイヴォイスを中心とした戦闘訓練をはじめとする教育でサムスは超人的な身体能力と戦闘技術を持つようになる。なお、生体調整の際にはソウハ族であるグレイヴォイスのDNAの他に、武闘民族マオキン族の族長にて当時の鳥人族最強の戦士であるレイヴンビークのDNAも移植されていたことが『ドレッド』にて判明しており、超人的な身体能力の獲得はレイヴンビークのDNAによるものが大きいとされる。ただし、直接的な戦闘訓練を行ったのは先述の通りソウハ族のグレイヴォイスであり、さらに漫画版と『ドレッド』の回想で描かれたサムスの年齢や体格、生体調整時の描写の違いから、マオキン族のDNAが移植されたのはサムスがある程度成長し、鳥人族の後継者となることが決定した後である模様。
健やかに戦士として成長したサムスは彼女専用の有機融合パワードスーツを託され、種族として滅亡を迎えつつある鳥人族の代わりに銀河の守り手となる使命を受け継ぐこととなる。しかし、鳥人族が拠り所とする有機的スーパーコンピューターであるマザーブレインはサムスと、彼女に平和な未来を託そうとする鳥人族に対して嫉妬を抱くようになる。オールドバードにゼーベスを送り出されたサムスは社会進出を果たし、銀河連邦警察に所属した。ハーディ長官の下、同僚であるモーク、クリーツと共に「問題児三人組」として様々な星で戦い続けた。
サムスが14歳の頃、惑星ゼーベスはリドリー率いるスペースパイレーツと寝返ったマザーブレインとグレイヴォイスによって占拠され、多くの鳥人族が命を落とし生き残りは捕虜となってしまう。ゼーベスに急行したサムスはそこで第2の父ともいえるグレイヴォイスがスペースパイレーツに加担していることに驚愕し、さらにリドリーと対面したことで過去のトラウマが蘇り、あわや精神崩壊寸前までに至ってしまう。グレイヴォイスの進言により捕虜となったサムスだったが、精神世界内で育ての親である鳥人族たちの激励を受け再起、さらにサムスを助けるためゼーベスに潜入したクリーツ、モークらが起こした騒動、それに乗じて裏切り者に扮してマザーブレインの破壊を狙っていたグレイヴォイスの反乱を経て、サムスは銀河連邦警察の仲間と生き残りの鳥人族たちと共にゼーベスを脱出することに成功する。リドリーの強襲で致命傷を負い、サムスたちを逃がすために地上から砲撃支援を行ったグレイヴォイスは死亡。生き残った鳥人族もクリーツとモークの手で惑星ゼーベスから脱出はしたが、行方知れずとなってしまう。惑星ゼーベスはその後銀河連邦軍の攻撃を受けるも陥落させることはできず、以来スペースパイレーツの勢力が拡大していくことになる。
再び故郷と家族を失い、天涯孤独の身となったサムスは、鳥人族の託した意思を守るべく、一時的に銀河連邦軍に所属した。当時の上司は、銀河連邦警察在籍時に接点を持った銀河連邦軍の優秀な司令官アダム・マルコビッチで、同僚にはアンソニー・ヒッグス、アダムの弟であるイアン・マルコビッチなどがおり、幼かった当時のサムスは部隊内での自分の扱い（女・子供扱い）を理解できず、衝突や反対意見を繰り返していた。そんなサムスの気持ちを理解していた部隊員たちは戦友を超えた妹同然の間柄として、絶対的かつ友好的な関係が構築されていた。特にアダムに関しては、厳しい感情の裏では優しく見守っている彼に対して、かつての父親同然の敬意と信頼を抱いていた。
しかし、ある宇宙船のドライブユニット（推進装置）を修理する任務の最中にイアンが殉職してしまう。その際、イアンの救出に向かうサムスの進言を取り下げ、イアンごとドライブユニットを切り離したアダムを当時のサムスは理解できず（後にアダムの判断が正しかったことをサムスも認めており、そして一番辛かったのは苦渋の決断で排除を敢行したアダム自身であったことを理解できなかった当時の自分にも負い目を感じていた）、そのことが蟠りとなってアダムと仲違いすることとなり、銀河連邦軍を除隊することになった。
除隊以降の詳しい経緯は不明だが、上記のように他人に指図を受けることを嫌う性分から、どんな組織にも所属しないフリーのバウンティハンター（賞金稼ぎ）として活動する道を選ぶこととなる。こうしてアウトローの賞金稼ぎという一面も持ちながら、銀河の平和の守り手として悪と戦う戦士となった。
なお、フリーの体制をとっているとはいえ、銀河連邦とは「宇宙の平和維持」という目標の一致から基本的には足並みを揃えることを選んでおり、『フュージョン』にてスターシップを銀河連邦に提供してもらう対価として銀河連邦の指揮で行動・銀河連邦側の暴走（SA-X捕獲作戦の実行）までは銀河連邦に協力し、『ドレッド』ではアダム曰く危険性に対して釣り合わない報酬量で依頼を受ける、といった行動もしている。
『フュージョン』のクリアボーナスのイラストでは、サムスの成長の様子を見ることができる（『マガジンZ』において、作画を担当した石川堅二によるもの）。

## 装備・能力

### パワードスーツ
鳥人族の外骨格を基に、鳥人族の遺伝子を受け継いだサムス・アラン専用に改造・改良された鳥人族製のパワードスーツ。装備者と生体的に融合するバイオ素材の金属で作られており、生命維持装置やエネルギーシールドを備えた鎧、赤外線スコープや酸素供給装置を備えたヘルメット、ビーム・ミサイル能力を打ち分ける右腕部のアームキャノンで構成されている。パワードスーツは鳥人族が過去に使用していた、古代の甲冑をモデルにデザインされている。
パワードスーツの表面には防御システムとしてエネルギーシールドが展開されており、補給を経ずとも生体やコンテナ類を破壊した際に残存するエネルギーボールを入手することで自動的に修復される。エネルギータンクを入手することで、防御システムのエネルギー上限量の拡張をすることができる他にも、「モジュール機能」により新たなパワードスーツ能力や、数種のビーム・ミサイル能力、モーフボール能力やバイザー機能など、多くの能力や機能の追加に対応しており、これにより理論上は様々な状況に対応できる。
モジュール機能は、鳥人族製や銀河連邦製の装備以外にも、データ化された従来の装備、互換性が存在するルミナス族製やブリオニアン族製の装備、独自の技術で開発されたスペースパイレーツ製の装備、数万年前に滅亡したアレンビック族製の装備、他のバウンティハンターたちが所持していた固有の装備に至るまで、過度のオーバーテクノロジーでなければ対応している。またバイオ素材のパワードスーツは様々な外部要因により、生物的な変異・適応が生じることもある。
モジュール機能によりパワードスーツは上記のように改良できるが、『プライム1』での爆発事故による衝撃、『プライム2』でのイング族によるスナッチ、『フュージョン』での寄生生命体Xに寄生されたパワードスーツの切除、『ドレッド』でのレイヴンビークによる意識を失うほどの攻撃など、過度なダメージを受けることでパワードスーツのコンポーネントが機能不全や損耗、あるいは消失して喪失・劣化する場合も多い。
またパワードスーツの装備にはサムスの精神力が作用する。サムスの意思以外では着脱することは不可能である他、パワードスーツの融合を維持するためには、強い精神力を常に保っている必要があり、精神状態が乱れると融合状態が解除されてしまう。逆にサムスが装着したまま気絶すると誰も脱がすことができない状態となる。
戦闘能力以外の面でも驚異的な性能を誇り、『プライム』シリーズでは様々な言語を瞬時に翻訳できるだけでなく、セキュリティの大半を難なく突破できる｢スキャンバイザー｣が登場する他、『プライム3』にて、銀河連邦や鳥人族、果てはスペースパイレーツの関連施設に登場する掌紋認証（ハンドスキャナー）も左手で何の障害もなく突破することができる。左手は他にも能力やアイテムの入手時に使用する場合があり、『アザーエム』や『ドレッド』では入手したアイテムや倒したE.M.M.I.などに左手で触れ、対象から取り込んだエネルギーに応じて新たな能力の覚醒などが行われる描写がある。メトロイド化が進行した『ドレッド』終盤では、左手から対象の生体エネルギーを吸収する能力が新たに備わっている。

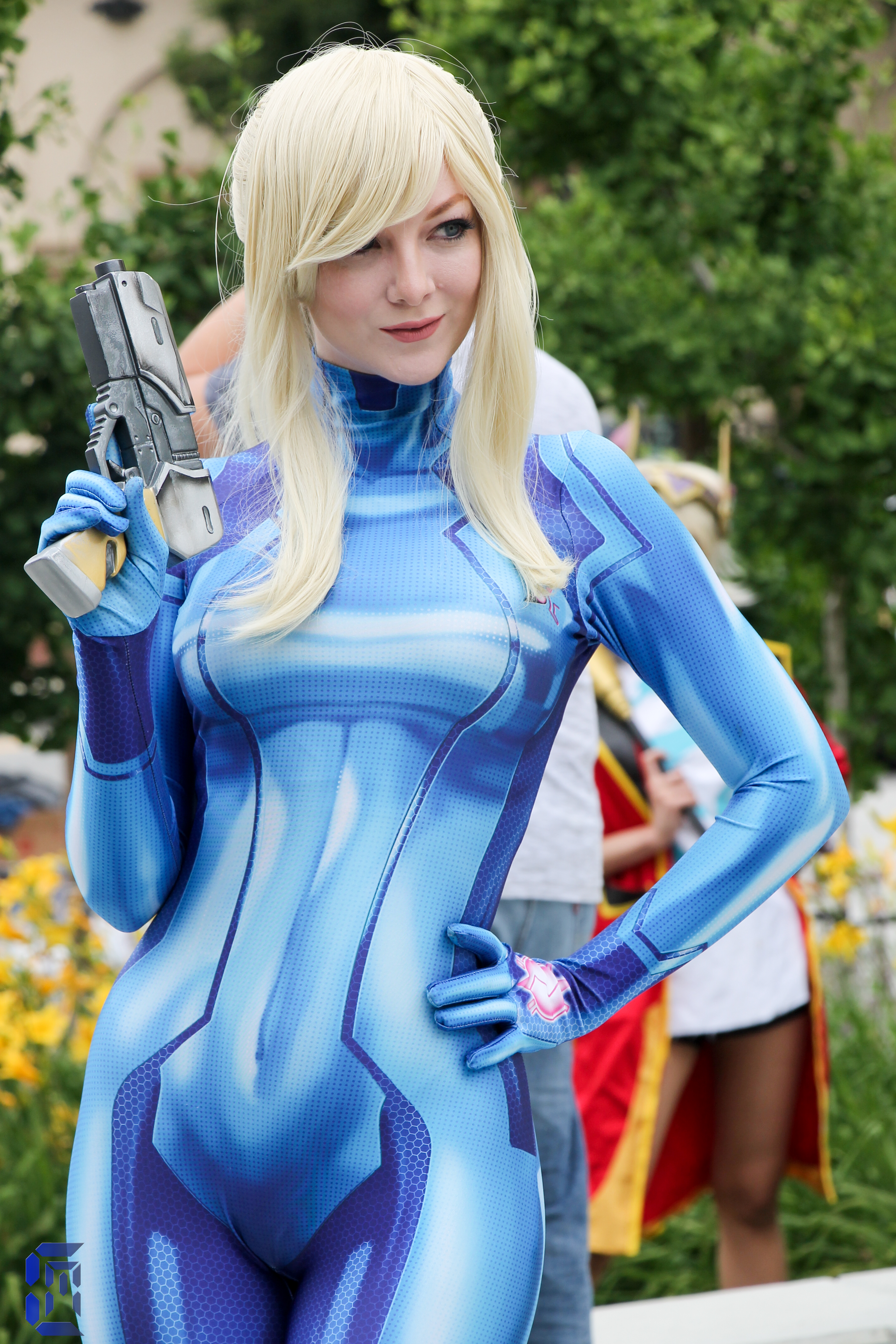
コスプレイヤーによるゼロスーツ状態のサムス

鳥人族の遺伝子と戦闘技術、及び高性能のパワードスーツの装備はサムスに高い戦闘能力を保証する一方で、パワードスーツを装備しない場合は（常人に比べれば遥かに高い運動性能を持つとは言えど）ひ弱な地球人種の域は出ず、スペースパイレーツの一般兵士の種族が基本的にそれ以上に強靭のため倒せない程度の戦闘能力である。パワードスーツを必要としない状況では解除していることがあり、その状態のサムスは「ゼロスーツ」と呼称されるインナースーツ姿を取ることが多い。この名称は『大乱闘スマッシュブラザーズX』でパワードスーツを解除したサムスが「ゼロスーツサムス」と紹介された時に初めて使用された。後に、坂本賀勇ら開発スタッフ側も使用しており、公式名称となっている。
パワードスーツ自体の有用性は銀河連邦も把握しており、『フェデレーションフォース』では頭身サイズこそ再現はならず搭乗兵器として運用するほどに巨大化したが、パワードスーツをモデルにした大型バトルアーマー『メック』を開発するに至る。
ノーマルスーツ
基本型のパワードスーツ。最低限の生命維持装置や防御機能を備えているが極度の環境変化には耐抗性がない。『プライム2』・『プライム3』・『アザーエム』では最初期からバリアスーツの外見（機能はノーマルスーツと同等）で進行するため登場しない。
伝説のパワードスーツ
鳥人族の古代遺跡「チョウゾディア」の奥深くに存在する、大軍神の試練に打ち勝つことで初めて装備が許される最高のパワードスーツ。幼少期よりサムスが着用していた初期のパワードスーツと比べて拡張性が高く、グラビティスーツ・プラズマビーム・スペースジャンプの能力を覚醒させることができる。また、バリアスーツ以上のパワードスーツを入手すると肩に球状の防楯が追加されるのも伝説のパワードスーツの特徴である。
設定自体は『ゼロミッション』で初登場したものだが、初代作のパワードスーツと『メトロイドII』以降のバリアスーツは少しデザインが異なり、ゼロミッション終盤以降の時系列では伝説のパワードスーツを入手した前提でシリーズが進行するため、サムス・アランの根幹的な装備となっている。
フュージョンスーツ
Xに寄生されたパワードスーツの大部分を切除した後、メトロイドワクチンの投与によりメトロイドの体質を受け継いだパワードスーツ。防楯の廃止・軽量化によって従来のパワードスーツに比べて運動性が改善され、足場や壁のカドに掴まることが可能。またメトロイドの体質の一つとして、擬態していないXを吸収する能力によりエネルギーなどを回復することができるが、メトロイドの弱点も受け継いでしまい、冷気にかなり弱く、低温地帯ではバリアスーツ能力がないとダメージを受けてしまう。また防楯が剥離されたスーツの構造上、受けるダメージ量も比較的大きく、一度でエネルギータンク1個分以上のダメージを受けてしまうこともある（エネルギータンクの最大所持数は合計20個と、他の作品より多い）。
『フュージョン』で初登場。全身が水色の被膜で覆われており、所々切除されなかったスーツの部分と見られる、黄色のラバー部分が露出している他、後背部にはメトロイドの3つの核を模した球体が装飾されている。左腕にはひれ状の突起物が付き、またアームキャノンとバイザーの形状も変化しており、引き締まった筋骨隆々なデザインが特徴となっている。
初期のカラーリングは青色であり、バリアスーツ入手後は黄緑色（『サムスリターンズ』では緑色）、グラビティスーツ獲得後は赤紫色、SA-Xを吸収した後は、元のパワードスーツと同じオレンジ色に変化する。SA-Xを吸収した後は冷気に弱い体質も改善されアイスビームが使用可能になる。
『サムスリターンズ』ではメトロイドのamiiboとの連動でプレイできる最高難易度モード「フュージョンモード」でのみ登場する。当モードでプレイする場合、ダメージが4倍となる。
『プライム1』では、ある条件を達成して『フュージョン』とGBA通信ケーブルで通信するとフュージョンスーツでゲームを進行することができる。パワードスーツのカラーリングは上記と同様に変化して、フェイゾンスーツ獲得でSA-Xを吸収した時と同じオレンジ色になる。同作ではこの外見変更を行ってもサムスの防御力が変化してしまうことはない。また、ビームの切り替えに応じて変形するという『プライム』での演出の都合上、アームキャノンの形状も通常のサムスと同じ物となっている。
『ドレッド』では腕部や下半身が白くなっており、肩など従来のパワードスーツに似つつも旧来のフュージョンスーツでもバリアスーツでもないものを装備しているが、これは『フュージョン』から時が経ってスーツの修復が進行している状態のものである。ただし、アイスビームは再度使用できなくなっており、また低温地帯ではグラビティスーツ能力でなければダメージを防げなくなっている。惑星ZDR調査時の初戦で致命傷から逃れるものの機能不全によりスーツが弱体化した際は、胴体や頭部のカラーリングがより赤く、肩など一部が青い線のカラーリングで纏われているようなデザインとなっている。
バリアスーツ
耐熱・耐冷機能が強化されたパワードスーツ。高温地帯や低温地帯のダメージを無効化する。防御機能も強化され、有毒な液体内でもダメージを受けない他、敵から受けるダメージを50%低減するが、極度の高温・低温には耐性がない。初代『メトロイド』では、単純にバリアと呼称されていた。
取得することでスーツの形状も重厚なものに変化する。『フュージョン』では形状は変化せず色の変化のみとなる。
英語表記としては、『スーパー』以降で「VARIA SUIT」となっている。『メトロイドII』のゲーム中および説明書においてはアイテムとスーツ名で表記が分かれており、VARIA（取得時、および同説明書のアイテム（バリア））、およびBARRIER SUIT（同説明書内のサムス紹介（パワードスーツ図解）での表記。一般的に言われる障害物を意味するのはこちら）となっていた。
『メトロイドII』では、移動速度もアップする。当時はパワーアップサムスと呼称されていた。
『フュージョン』では、SA-Xのアイスビームで凍結しないなど、低温に弱い体質を克服できる。しかし、『ドレッド』では低温に弱い体質を克服できなくなっており、低温地帯に入ってもダメージを受ける。
『アザーエム』では最初期からバリアスーツの姿だが、序盤は耐熱（バリア）機能を制限されている。
『プライムシリーズ』でも登場。『プライム1』では、高温地帯でダメージを受けない他、敵から受けるダメージを10%低減する。『プライム2』と『プライム3』では、初期装備となっている。
全身のカラーリングはオレンジ色で、バイザーは緑色である。『メトロイドII』以降の作品では、『フェデレーションフォース』・『フュージョン』・『ドレッド』を除き、すべてのパッケージデザインに起用されており、また『大乱闘スマッシュブラザーズ』のサムスもバリアスーツの姿で登場していることから、基本的にサムス・アランと言えば、このバリアスーツの姿が最も一般的に有名である。
グラビティスーツ
重力制御能力により、行動機能が強化されたパワードスーツ。液体から受ける抵抗や超重力場の影響を無効化する（パワードスーツそのものにのみ適用されるため、高重力下ではミサイルは射撃後すぐに沈降して無効化される事が多い）。耐熱機能も改良され、高温の溶岩内などに入ってもダメージを受けないことが多い他、敵から受けるダメージを75%低減する。強酸性の液体には耐抗性がない。『スーパー』で初登場。
『スーパー』では溶岩内の抵抗のみ無効化することができなかったが、『ゼロミッション』・『フュージョン』・『ドレッド』ではそれも改良されている。
『ゼロミッション』では初期のスーツでは「未詳アイテム」と表記され、伝説のパワードスーツを取得するまで使用できない。
『アザーエム』では外見が変更され、スーツ自体が紫色になるのではなく、バリアスーツが紫色に発光することでグラビティ機能が描写されている。基礎的な性能は過去の2D作品のそれを継承しているが、溶岩のダメージを無効化する能力はなくなっている。
『ドレッド』では低温に弱い体質を克服できるようになる。
『プライム1』でも登場。水中におけるバイザー機能も向上して視界が改善する他、敵から受けるダメージを20%低減するが、高温の溶岩内やフェイゾン物質には耐性がない。
全身のカラーリングは紫色で、バイザーは青色である。なお、『アザーエム』の開発途中では全身紫色だったが、原作者の坂本賀勇が「シリアスな場面で、サムスが紫色なのはおかしい」と指摘したため再度検討した結果、『プライム3』のハザードシールドと同様、効果発動中のみオレンジ色のスーツに紫がかったピンクの光を纏わせる描写となったエピソードがある。
フェイゾンスーツ
高濃度のフェイゾン注入によりパワードスーツが変化した特殊スーツ。フェイゾン放射線に対して一定の耐性が生じており、フェイゾン物質からのダメージを無効化することができる。防御機能も大幅に強化され、敵から受けるダメージを50%低減するが、高濃度の赤色フェイゾン物質には耐性がない。
『プライム1』のみ登場。全身のカラーリングは黒色で、バイザーは赤色である。パワードスーツに機能が追加された訳ではないため、メトロイドプライム撃破後、浸透したフェイゾンを取り除かれることで元に戻った。
ダークスーツ
ルミナス族がダークエーテルの大気から身を守るために開発した特殊スーツ。防御機能は不完全であり、ダークエーテルの有害な大気（瘴気）から受けるダメージをある程度低減できるのみで、強力な腐食性ダークエネルギーや外部からの攻撃ダメージを軽減することはできない。
『プライム2』のみ登場。ルミナス製であり、全身のカラーリングは黒茶色でバイザーはオレンジ色である。球状だった肩パーツが円盤状に変化しており、有機的なデザインが特徴となっている。
ルミナス族はダークスーツの開発により、イング族のスナッチ攻撃を妨害してダークエーテルで活動可能になった経緯があるが、ダークエーテルで戦死したルミナス族の遺体は、ダークスーツを着用している描写がない。
またスペースパイレーツもダークエーテル活動用のアーマースーツを開発・着用している模様である（ダークビームの模造品と違い、独自に開発した装備だが、着用している描写はない）。
ライトスーツ
ルミナス族の技術の結晶とも言える特殊スーツ。ダークエーテルから奪還した3つの惑星エネルギーの恩恵を受けたことで、ダークエーテルの大気（瘴気）やダークウォーター、イングストームの影響を完全に遮断する他、光のビームを使用したエネルギー転送システムを利用して、惑星エーテルの各大聖堂間や一部地域を瞬時に移動することができる。ダークスーツと同様、その他の防御機能は変化しない。
『プライム2』のみ登場。ルミナス製であり、全身のカラーリングは白銀色で、バイザーは水色である。胸元に光を放つ菱形の孔が開いており、彫像のようなシャープなデザインが特徴となっている。
元々ルミナス族のものでありサムスは借りているだけに過ぎないため、任務終了後、他のルミナス製の装備と共にルミナス族に返却された。
PEDスーツ
銀河連邦製のフェイゾン強化装置=PED(Phazon Enhancement Devices)を組み込んだ特殊スーツ。体内のフェイゾンエネルギーをエネルギータンク1つ分、PEDに供給すると一時的にパワードスーツの外骨格と全武装が最大強化され、強力なフェイゾンエネルギーで攻撃可能なハイパーモードが発動する。ハイパーモードはフェイゾンエネルギーをすべて消費するか、一定時間が経過すると強制終了する。ハイパーモードの詳細については後述する。
『プライム3』のみ登場。従来のパワードスーツに比べ、肩幅が抑えられたスリムな体型が特徴となっている。本来は後背部のバックパックに、稼働用フェイゾンを貯蔵して、PEDにフェイゾンエネルギーを供給する仕組みであるが、ダークサムスのフェイゾン汚染を受けたサムスが体内でフェイゾンを生成する能力を得たことで、銀河連邦側がパワードスーツを修理する際に合理的と判断し、サムスのスーツのエネルギーと連動するようにしたものが増設された。
ゲームが進むにつれて汚染レベルも上昇し、そのたびにパワードスーツが青色に変色してフェイゾンの青い光が浮かび上がる。なお、同時に汚染を受けたランダス、ゴア、ガンドレイダの三人もPEDを装備して既に任務に出向いていた。
PEDには一度だけ使用可能なフェイゾンの緊急排出装置が搭載されており、惑星フェイザにてサムスの体内のフェイゾンの暴走が臨界に達した際に使用された。サムスはこれを利用し、エネルギータンク内のフェイゾンを全てエネルギーごと排出した上で、空になったエネルギータンク内に体内で生成され続けるフェイゾンを退避させるという荒業でフェイゾン汚染を瀬戸際で食い止めることに成功する。これ以降、惑星フェイザではハイパーモードの解除が不可能になり、さらにゲージにフェイゾンエネルギーが徐々に蓄積されていくため、ビーム等の攻撃でフェイゾンエネルギーを消費し続けなければ汚染が頂点に達しゲームオーバーになってしまうようになる。また、この際のゲージの最大値はゲーム内で収集したエネルギータンクの量によって変化する。
ハザードシールド
パワードスーツの防御機能を改善するエネルギーシールド発生装置。アシッドレイン（酸性雨）やブリオジェルなどの脅威を感知すると、全身に接触を防ぐ高エネルギーシールドが自動的に展開され、有害物質の影響を完全に遮断できる。その他の防御機能は変化せず、敵からのダメージ軽減もない。
『プライム3』のみ登場したスペースパイレーツ製の装備。肩と背部に新たなアーマーが拡張され、高エネルギーシールド展開中は、パワードスーツがオレンジ色に輝く。
メトロイドスーツ
『フュージョン』でサムスに移植されたメトロイドのDNAが暴走し、スーツが大きく影響を受けて変異した姿。緑色の装甲と赤色のアクセントで、刺々しく有機的な質感を持つ。メトロイドのエネルギー吸収能力を完全に受け継いでおり、左腕で掴んだ物を起点に周辺の生物や機械などのエネルギーを強制的・かつ急激・無尽蔵に吸収していく。
『ドレッド』の最終盤のみ登場。レイヴンビークとの戦いでハイパービームと共に発現したが、サムスの意思に関わらずこの吸収能力は制御できないらしく、自身のスターシップを操縦・発進することができない状態になっていた。しかし、クワイエットローブに擬態したXがサムスに自ら吸収されたことで解除され、無事スターシップを発進する事ができた。

### ビーム
サムスのパワードスーツに装備された、アームキャノンから発射できる最も基本的な武器。一部のビーム能力は併用が可能であり、弾数も無制限（「ミサイル」と「パワーボム」以外）だが、『プライム2』の3つのビームと、『ハンターズ』の6つのサブウェポンのみ例外で、発射にはビームアモ（弾薬）を必要とする。また『プライム2』のビーム能力に限り、ビームアモが切れた時はチャージすると、通常のビームを撃つことができる（『ハンターズ』のサブウェポンに関する詳細はハンターズ#サブウェポンの項も参照）。
パワービーム（ショートビーム・ノーマルビーム）
サムスの生体エネルギーを変換して発射する初期装備のビーム。すべての作品で使用されており（正式名称は『プライム1』で登場）、威力は低いが連射性能に優れている。なお『プライムシリーズ』において、ビームが無効の対象にはビームが跳ね返されてしまう事が多い。
『プライムシリーズ』では、1秒間に約9発の連射が可能であり、すべての敵に等しくダメージを与えることができる。また生体エネルギーを使用するため、炎・氷・電気などの、自然界に存在するエネルギーが通用しないチョウゾゴーストなどの半位相生命体（霊体）にもダメージを与えられる。
ロングビーム
離れた位置から攻撃できる、射程距離の長いビーム。画面端まで届き、ビームの威力も向上する。
初代『メトロイド』及び『ゼロミッション』のみ登場。他の作品では、初期装備となっている。
チャージビーム
ビームエネルギーをアームキャノン内部で凝縮し、破壊力を増幅した上で一気に放出する機能。『スーパー』で初登場。2D作品では通常のビーム攻撃が通用しない敵にも有効。
『ゼロミッション』・『サムスリターンズ』・『スーパー』・『フュージョン』・『ドレッド』では、チャージした状態から回転ジャンプで敵に接触すると、同威力のダメージを与えるチャージアタックとなる。
『スーパー』及び『アザーエム』のみ、ボムを入手してから、チャージした状態でモーフボールに変形すると、5発のボムを周囲にばらまくポップンボムという技が使用できる。
『フュージョン』では、パワービームが2発同時に発射される他、至近距離でチャージビームを発射することで、発射時の衝撃波を利用してさらに大きなダメージを与えることができる。
『プライムシリーズ』及び『サムスリターンズ』では、チャージ中に回復アイテムを引き寄せる能力を持つ。また、チャージする時間の長さに比例してダメージが上昇する。
スペイザー（スペイザービーム）
ビームが3発同時に発射され命中範囲が広くなり、一部の障害物を貫通できる。
『メトロイドII』・『スーパー』・『サムスリターンズ』のみ登場。なお、スペイザーは『波動』という意味を持つ。
『II』のリメイクである『サムスリターンズ』では、「スペイザービーム」名義で登場。一種類のビームしか装備できなかった原作とは異なり、他のビームと複合させての使用になる他、『スーパー』では不可能であったプラズマビームとの併用が可能になっている。
ワイドビーム
「スペイザー（スペイザービーム）」と同様、ビームを3発同時に発射され命中範囲が広くなるリング状のビーム。『フュージョン』と『ドレッド』に登場。
ウェイブビーム（波動ビーム）
物質透過エフェクトによって障害物を貫通する、波動状のビーム。2発（『プライム1』・『フュージョン』・『ドレッド』のみ3発）の波打つビームで、破壊可能なブロックを一気に貫通したり、障害物を無視して敵を攻撃したり、一部の仕掛けを裏側から開けることもできる。
初代『メトロイド』から登場。初期の作品では波動ビームと呼称されていた。
『スーパー』では、ビーム単体を装備した場合は『メトロイド』『II』同様に紫色の球状の波打つビームを一発ずつ発射するが、スペイザーまたはプラズマビームと併用することで形状が変化し、3本または2本同時に線状のビームが発射されるようになり、命中範囲が増大する。
『アザーエム』では、透明・半透明の物質のみ貫通できる他、ビームの威力も上昇する。
『プライム1』でも登場するが、超高圧電流に指向性を持たせて発射する電磁波のビームであり、ロックオンすると敵を自動的に追尾するため命中精度はかなり高い。『スーパー』の物に酷似した軌道、エフェクトの紫色のビームを3発同時に発射するが、1発分の威力は弱くなっている。チャージによりビームを1本に収束し、攻撃を受けた敵を暫くの間感電させ身動きを封じることができる。また、パワーコンジットと呼ばれる電力供給装置に電気エネルギーを供給することもできる。アームキャノンは両横に開く。
電磁波と関連した設定が明言されているのはシリーズ中で『プライム』のみだが、マガジンZ漫画版にてこれを受けたリドリーが感電している事や『ドレッド』においてこのビームを入手することになるE.M.M.I.が壁を貫通、命中した対象を感電させる電磁砲を装備している事、『アザーエム』にてカイラス星人の電磁バリアを貫通するようになるなど、プライムシリーズ以外にの作品においても電磁波に関連付けられた描写が存在する。
アイスビーム
対象を一定時間凍結させることができる、超低温のエネルギービーム。凍結した敵は地上空中問わずその場に固定されてダメージ判定も無くなるため、上に乗ることができる。初代『メトロイド』から登場。『サムスリターンズ』ではチャージ版でなければ凍結時間が極端に短くなる。
『プライム1』でも登場。高周波電磁波で負の温度化（分子運動の停止）がされた、電子粒のエネルギービームであり、当たった敵の熱量を奪うことで、暫くの間凍結させる。連射性能は低いが1発の威力は高く、特に高温地帯の生物に有効であり、チャージにより威力・弾速を強化することができる。また凍結した敵はミサイルによって粉砕できる。アームキャノンは縦に開く。
プラズマビーム
核融合反応によって複数の敵を貫くことができる、プラズマを集束させたエネルギービーム。地形ではなく敵を貫通し、硬い装甲を持つ敵にも大ダメージを与えることができる。『メトロイドII』から登場し、常時使用可能な装備としては最上級の武器にあたる。『スーパー』ではスペイザーとの併用は不可能（ワイドビームやウェイブビームとの併用は可能）。『サムスリターンズ』ではスペイザー（スペイザービーム）との併用は可能。
『プライムシリーズ』でも登場するが、荷電粒子の活性化した超高温エネルギービームとなる。一部の敵を発火・燃焼させることで、炎上している間ダメージを与えたり、耐熱性の低い金属類や氷塊などを溶解・爆裂させることができる。
『プライム1』では、射程距離は短いが連射性能は高く、特に低温地帯の生物に有効であり、チャージにより荷電粒子を更に高活性化させ、瞬間的に開放することで、広範囲に爆発するプラズマ火球を発射する。アームキャノンは正面に伸びる。
『プライム3』では、バウンティハンターゴアが使用していた武器を入手する。鳥人族製のプラズマビームより威力は劣るものの、切り替えを行わずパワービームの弾速・連射・射程能力を継承する他、金属の溶解を利用して回路類の溶接を行うこともできる。
『ゼロミッション』では、初期のスーツでは「未詳アイテム」と表記され、伝説のパワードスーツを手にするまで使用できない。
フェイゾンビーム
サムスのパワードスーツに浸透したフェイゾンが、アームキャノンにも影響を与えた結果、発現した強力なビーム能力。非常に限定された状況でのみ使用可能であり、チャージビームやミサイルとのチャージコンボも不可能。
『プライムシリーズ』すべてに登場。『プライム1』では、メトロイドプライム（ヘッド）が攻撃時に生み出すフェイゾン溜まり（フェイゾンプール）から、フェイゾンエネルギーを吸収しビーム状に変換して継続的に放出する。『プライム2』では、ダークサムスが攻撃時に放つ拡散フェイゾンビームを、チャージビームでアームキャノンに吸収することで、単発弾が発射可能となる。『プライム3』では、後述するハイパーモードで使用可能なハイパービームとして発射される。
ダークビーム
ライトエーテルの敵に高い効果を持つ、粒子状のビーム。弾数制限があり、発射するとダークアモを消費する。弾速は遅いが麻痺能力を持ち、命中した敵の動きを鈍らせることができる。チャージによりダークアモを5発消費することで、威力・弾速を強化して敵を麻痺状態にするエンタングラー（Entangler：「纏わりつくもの」）を発射する。なお、エンタングラーはスナッチ能力でダーククリーチャー化した生物も麻痺させることができる他、麻痺状態の敵はミサイル攻撃で粉砕できる。アームキャノンは縦に開く。
『プライム2』のみ登場。イング族の力の源（ダーク属性）に対抗策を見出したルミナス族が、ダークエーテルに蔓延するフェイゾンに酷似したエネルギー「ダークエネルギー」を模して作成した武器であり、後に同属性であるイング族に対して効果が薄かったため、ライトビームが作成されることになる（ライト属性のルミナス族は、ダーク属性の攻撃で多大な被害を受けたため、このような間違いが生じた）。
スペースパイレーツもダークエーテル行きのポータル展開用に模造品を作製したが、エネルギー効率は悪い。またイング族のスナッチ能力により、偶発的だがコマンドパイレーツの武装がダークビームと同様の効果を持つ武器に変質している。『プライム1』のアイスビームに似通った性能を持つ。
ライトビーム
ダークエーテルの敵に高い効果を持つ、光子状のビーム。弾数制限があり、発射するとライトアモを消費する。射程距離は短いが貫通能力を持ち、敵を燃焼させることができる。チャージによりライトアモを5発消費することで、複数の敵めがけて最大5発まで拡散するライトブラスト（閃光弾）を発射する。なお、ライトブラストはダーククリーチャーに限り追尾性能を持つ。アームキャノンは横に開く。
『プライム2』のみ登場。ライトエーテルでイング族が生存不可能と確信したルミナス族が、惑星エーテルの太陽の光を模して作成した武器。『プライム1』のプラズマビームに似通った性能を持つ。
アナイアレイタービーム
ライトエーテルの敵にもダークエーテルの敵にも等しく高い効果を持つ、反物質エネルギービーム。弾数制限があり、発射するとライトアモとダークアモの両方を消費する。ロックオン機能を必要としない自動追尾（ホーミング）能力を持つ他、対消滅の過程でライトとダーク両エネルギーの性質以外に音波成分を含むため、音波を利用したシステムを操作することもできる。チャージによりダークアモとライトアモを5発消費することで、ホーミング能力と弾速を犠牲に、破壊力を増幅させたディスラプター（Disruptor：「粉砕するもの」）を発射する。アームキャノンは正面に伸びる。
『プライム2』のみ登場。ルミナス族が対イング用に建造した、最大規模の大型重装備防衛兵器「クアドラアクシス」に搭載されていた反物質砲であり、アナイアレイター（Annihilator）とは「対消滅させるもの」という意味を持つ。『プライム1』のウェイブビームに似通った性能を持つ。
ノバビーム
フェイザイト製の物質を貫通できる、高周波粒子を集束させたエネルギービーム。同じくフェイザイト素材の透過周波数と、波長の周波数が一致しているXレイバイザーと併用することで、背後に隠されたターゲットや弱点を透視して、物質に直接影響を与えることができる。またパワービームの連射性能と、プラズマビームの高熱特性も継承しており、ビームの威力もさらに上昇する。
『プライム3』のみ登場。フェイザイトの分子構造上特定の高周波エネルギーがすり抜ける特性を発見したスペースパイレーツにより、フェイゾン鉱石を岩盤から切り取るための採掘用キャノンに内蔵し、吸引性のビームと交互に併用して回収を行っていた。
ディフュージョンビーム
『アザーエム』と『ドレッド』に登場。チャージビームが着弾後、エネルギー波が広範囲に爆発・拡散するビームの拡張機能。複数の敵を巻き込むことが可能になるだけでなく、凍結や貫通などビームの特殊効果も広範囲に発揮される。『ドレッド』では爆発範囲がやや小規模になり、着弾地点から周囲一マスほどになった。これにより、ある程度壁の中に埋まった障害物や敵にダメージを与えることが可能になる。
ハイパービーム
シリーズ中において、サムスが限定的な状況で使用可能になる最強のビーム。作品毎に入手経緯や性質は異なるが、最終決戦におけるサムスの切り札となる点においては共通している。また、いずれも能力の発現に際してメトロイドが何らかの形で関わっている共通点もある。『プライム3』の同名のビームに関しては後述の”ハイパーモード”の項目に譲る。
『スーパー』では最終決戦時に、ベビーメトロイドがマザーブレインから吸収した生命エネルギーを、サムスに分け与えたことで初めて使用可能となる最強のエネルギービーム。マザーブレインが使用するハイパービームのエネルギーを利用する形になるため、厳密には装備ではない。常に虹色に輝いたチャージ状態となり、極めて高威力な虹色のビームを連射することができる。プラズマビームとウェイブビームの性能も併せ持ち、敵と障害物の両方を貫通する。なお、ビーム発射直後にモーフボール状態になるとポップンボムが発動する。
サムスの通常装備中で最も威力の高いプラズマビームやスーパーミサイルでさえ、有効なダメージを与えることができなかったマザーブレインに対して、悲鳴をあげて仰け反らせることから、全シリーズ中でも最強クラスの特殊ビーム能力と言える。また『アザーエム』の回想ムービーに登場するハイパービームは、オレンジ色に変更されている。
『ドレッド』ではスーツがメトロイドスーツに変貌した際に発現する。アームキャノン内の能力が覚醒したサムスのパワーにより全て統合された事で発現した。引き換えにミサイル、グラップリングビーム、エイオンアビリティは使用不可能になる。『スーパー』の物とは異なり極めて太く高威力のビームを継続的に放つもので、あらゆる敵、ブロックを破壊できるほか、擬態していないXを完全に消滅させることができる。
ボルトドライバー
テラワット級の電気ボルトを発射する、電撃属性のサブウェポン。高い連射性能を持ち、チャージにより敵に向かってゆっくり追尾する空雷弾を発射する。
『ハンターズ』のみ登場。バウンティハンターカンデンが使用している得意武器であり、カンデンのみチャージ攻撃が命中すると、電子機器に異常を引き起こし、相手の視界を歪ませることができる。
バトルハンマー
大型のエネルギー弾を発射する、重火器（マシンガン）系のサブウェポン。射程距離は短いが高い連射性能を持ち、中距離では絶大な破壊力を発揮する。チャージ能力はない。
『ハンターズ』のみ登場。バウンティハンターウィーヴェルが使用している得意武器であり、ウィーヴェルのみ攻撃が命中すると、強力な爆風で相手を仰け反らせることができる。
ウィーヴェルの来歴及び、『プライム2』のスペースパイレーツが使用する固定式重砲台「ギガタレット」の弾に色彩・性質が酷似している等から、スペースパイレーツ製の装備と推測される。
インペリアリスト
長射程・高収束度のレーザービームを発射する、狙撃系のサブウェポン。連射性能は低いがズーム機能を持ち、威力・命中精度を2倍に高めることができる。チャージ能力はない。
『ハンターズ』のみ登場。バウンティハンタートレースが使用している得意武器であり、トレースのみ武器を所持している間、移動中を除き身体を半透明にすることができる。
ジュディケイター
ほぼ絶対零度に冷却した超低温プラズマエネルギー体を発射する、氷結属性のサブウェポン。壁面や地面などに当たると跳弾する性質を持ち、チャージにより同威力のビームを3発同時に発射する。
『ハンターズ』のみ登場。バウンティハンターノクサスが使用している得意武器であり、ノクサスのみチャージ攻撃を行うと、小規模な冷却フィールドを放出して、周囲の相手を凍結することができる。
なお、ノクサスのチャージ攻撃については頭を相手に対して垂直に向けた状態（敵が真正面にいる状態で真下を見るなど）でチャージ攻撃を行うと、それに合わせて傾いた円柱型の攻撃判定が壁を貫通して、遠く離れた延長線上の相手まで凍結してしまう（通称シャドウフリーズ：SF）というバグ技が存在する。
マグモール
超高温のマグマ弾を発射する、火炎属性のサブウェポン。射程距離は短いが跳弾する性質を持ち、チャージにより一定時間で爆発する効果が付加される。
『ハンターズ』のみ登場。バウンティハンタースパイアが使用している得意武器であり、スパイアのみチャージ攻撃を行うと、広範囲に爆発・炎上して、一定時間相手を発火・燃焼させることができる。
『大乱闘スマッシュブラザーズX』の説明によると、スパイアの種族ダイアモント族に元来伝わっていた武器とされている。
ショックコイル
高密度のニュートリノ体を高速で連続放射する、試作型のサブウェポン。射程距離は極端に短いが、近くの相手を自動追尾する性質を持ち、一定時間ビーム攻撃を当て続けると、加速的にダメージ量が増加する。チャージ能力はない。
『ハンターズ』のみ登場。バウンティハンターサイラックスが使用している得意武器であり、サイラックスのみ攻撃が命中すると、相手のエネルギーを奪って回復することができる。
銀河連邦研究所で極秘開発中だった試作兵器の1つである。消失した技術をサイラックスが所有していた理由は不明。
オメガキャノン
『ハンターズ』と『ドレッド』に登場。それぞれ名前こそ同じだがその内容は大きく異なる。
『ハンターズ』では、太古の時代アレンビック族によって開発され、その強大な破壊力を恐れたアレンビック族の長老たちによって封印された、究極のサブウェポン。弾速は非常に遅いが、広範囲に大爆発を引き起こす。チャージ能力はない。マルチプレイモードでは、使用可能な弾数は1発のみの消耗品になり、周囲の敵・味方に対し無差別に一撃必殺の大ダメージを与える。
『ドレッド』では厳密にはビームではなく、E.M.M.I.ゾーンの管理用マザーコンピューター「セントラルユニット」のエネルギーを取り込むことで赤色に変化したアームキャノンの状態を指し、以下の特殊装備が使用可能になる。いずれもゾーン内のE.M.M.I.を倒すことで元のアームキャノンに戻り、使用不可能になる。
オメガストリーム
『ドレッド』のみ登場。使用時はアームキャノンを覆う装甲が後方にスライドして展開し、内部の砲身が前方に飛び出して露出する。通常武装では破壊不可能なE.M.M.I.の硬質な装甲を溶融させ、破壊する程の強力な弾をガトリングガンのように連続発射する。
オメガブラスター
『ドレッド』のみ登場。使用時はアームキャノンの砲身周囲の装甲が花弁状に展開する。E.M.M.I.の頭部を完全に破壊して機能停止に陥らせる強力なビームを発射する。発射するには通常チャージショットの時間より若干長い一定のチャージ時間を必要とする。

### ミサイルランチャー
サムスのアームキャノンに内蔵された、ミサイルを投射する小火器。ビーム能力が効かない敵、一部の物質に対して有効だが、弾に限りがある。給弾にはミサイルアモ（弾倉）を必要とする。また『プライム1』及び『プライム2』では、特定のアイテムを入手することで、ミサイルにチャージビームの効果を融合、より強力な加害力を生み出す合体攻撃「チャージコンボ」を使用できる。初代『メトロイド』では使用時にバイザーとスーツの色が変化するのみだったが、『II』以降は作品毎に形状は異なるが、基本的にアームキャノン先端が花弁状または四方に分割、展開する。形状が大幅に変わった『フュージョン』ではアームキャノンの外装が上下に開き、内部の銃口が前方に伸びる。
ミサイル（ノーマルミサイル）
基本的なミサイル。弾着時に爆風を起こし、主にラジオンやブリンストーン製の物質（レッドゲートシールド）を破壊できる。射撃時にはアームキャノンの先端が四方に延伸・展開する。
回復アイテムが出現しない『アザーエム』では、「コンセントレーション」により、弾薬を自動生成することで、任意に最大値まで再装填（リロード）することができる。
『プライムシリーズ』では、ロックオンして射撃を行うと、ターゲットを捜索して自動追尾する機能を持つ。また『ハンターズ』ではチャージ攻撃を行う事で威力を強化でき、またサムスの得意武器としてサムスのみ誘導性能を持つ。
全作品に登場しており、ミサイルタンクを入手することで使用可能になる（『フュージョン』のみミサイルデータをダウンロードすることで使用可能になる）。『メトロイドII』・『プライム1』・『プライム2』・『アザーエム』・『ドレッド』のみ初期装備となっているが、『プライム1』では、フリゲート艦から離艦する際に爆風に巻き込まれて機能不全に陥り、『プライム2』では、イング族のスナッチ能力によって装備ごと奪われてしまうため、新たにミサイルを獲得する必要がある。また前者は鳥人族製、後者は銀河連邦製のミサイルを獲得するが、その性能はどちらもほとんど差異が見られない。
シーカーミサイル
ノーマルミサイルで、複数のターゲットを同時に攻撃する拡張機能。照準を動かしてターゲットに合わせると、最大 5 つまで自動的にロックオンされ、ロックオンした回数分、ノーマルミサイルを同時に発射する。なお、すべてのターゲットに正確に命中させるためには、十分な距離を取る必要がある。『プライム2』で初登場。
『プライム2』及び『プライム3』では、複数のターゲット（エネルギーポッド）に同時に衝撃を与えることで、マルチゲートロック（パープルゲートシールド）等のセキュリティロックを解除・排除できる。また同じターゲットをロックオンし続けることで、火力を集中する事も可能。
『アザーエム』では、特定の扉や一部の生物をロックオンしてチャージすることで、複数のターゲットに対して使用できる。スーパーミサイルの発動条件と重複するため、厳密にはスーパーミサイル 1 発に加えて、ノーマルミサイルを最大4発、計 5 発が斉射される。
アイスミサイル
ミサイルに凍結効果を付加させた拡張機能。起爆の瞬間、周囲の熱を大量かつ急速に吸収することにより、被弾した対象を瞬間的に超低温下させることで、一定時間凍結することができる。『フュージョン』で初登場。
『フュージョン』では、投与されたメトロイドワクチン（メトロイドDNA）の副作用で低温に弱くなってしまったサムスがアイスビーム能力を覚醒させる可能性は低いと判断した銀河連邦本部が、同様の効果を持つ武器として開発した（後にバリアスーツ能力を覚醒させたことで外因的な低温に耐性を持つことはできたが、アイスビーム能力を保有していたSA-XのコアXを吸収するまで、根本的な克服（能力覚醒の障害解消）には至っていない）。
『プライム3』では、バウンティハンターランダスが所持していた武器を入手する。低温に弱い合金類（ホワイトゲートロック）を破壊したり、耐冷性が非常に低い特定箇所のブリオジェルを少しの間凍結させ、足場として利用できる。また凍結した敵はビーム攻撃で粉砕可能だが、耐久力の高い敵はある程度ダメージを与えないと動きを低速化させるのみにとどまり、凍結には至らない。
『ドレッド』では、凍結能力を持つE.M.M.I.を撃破し、その能力を吸収して入手する。性質は『プライム3』のものに近く、一部の敵を除いて完全に凍結させるには複数回命中させる必要がある。完全凍結した敵はビーム攻撃やメレーカウンターで粉砕できる。
スーパーミサイル
ノーマルミサイル 5発分の威力を持つ強化型のミサイル。主にコルダイト製の物質（グリーンゲートシールド）を破壊できる。威力は高いが総弾数は少ない。『スーパー』で初登場。
『スーパー』では、破壊力を表現するために画面全体を揺らす演出がなされ、その衝撃で壁面・天井に張り付いていた敵が地上に落下する服地効果がある。
『フュージョン』及び『ドレッド』では、単純にノーマルミサイルの上位互換という位置付けであるため、連射が可能でありノーマルミサイルと同じ弾薬をそのまま使用できるが、加害力はノーマルミサイル3発程度である。
『プライム1』及び『プライム2』では、パワービームの単発型チャージコンボとして登場。1発につき5発のミサイルを消費する。連射はできないがノーマルミサイル6発分の威力を持つ他、追尾性能も継承している。
『アザーエム』でもロックオン中にミサイルをチャージすることで射撃可能。
『プライム1』は鳥人族製の物だが、『プライム2』ではルミナス製の物を使用する。なお、ルミナス製のスーパーミサイルが鳥人族の物と似ていることをサムスは不思議に思っていたが、後に『プライム3』で両種族と同盟関係にあったブリオニアンの存在が確認されたことから、鳥人族もかつてはブリオニアンを通じてルミナス族と技術交流を行っていたことが推測される。
ディフュージョンミサイル
アイスミサイルに爆風拡散効果を付加させた拡張機能。アイスミサイルをチャージして発射した際、着弾点から広範囲に拡散していく爆風（冷気）が発生するようになる。この爆風は耐久力が低い敵の凍結、ロックを解除したハッチの開放、ミサイルブロックの破壊が可能である。
『フュージョン』のみ登場。弾の形状が『スーパー』のスーパーミサイルに酷似したものに変化するほか、ミサイル自体の攻撃力もスーパーミサイルの2倍（初期ミサイルの6発分）に増加する。
銀河連邦本部は当初、この機能を与える予定はなかったのだが、何らかの手違いで転送されていた。この際、特殊な手段を用いてダウンロードを行わずにナビゲーションルームに辿り着くと、特別な隠しイベントが発生する。
アイススプレッダー
アイスビームの単発型チャージコンボとして、『プライム 1』のみ登場。1発につき10発のミサイルを消費する。スーパーミサイル同様の高威力と自動追尾機能を持ち、弾着後、広範囲を瞬間的に凍結させる。
ウェイブバスター
ウェイブビームの継続型チャージコンボとして、『プライム 1』のみ登場。1発につき10発のミサイルを消費して、その後1秒毎に5発ずつミサイルを消費する。ロックオンしなくても対象に当たれば、連続して追尾する電流を発生させる。1秒毎のダメージ量は少ないが、ロックオンできない敵にも使用可能で追尾性能は失われない。
フレイムスローワー
プラズマビームの継続型チャージコンボとして、『プライム 1』のみ登場。1発につき10発のミサイルを消費して、その後1秒毎に5発ずつミサイルを消費する。連続して超高温の火炎を放出する。射程は短いが、1秒毎のダメージ量は多い。水中では使用できない。
ダークバースト
ダークビームの単発型チャージコンボとして、『プライム 2』のみ登場。1発につき5発のミサイルとダークアモを30発消費する。弾着後、周囲のあらゆる物体を別次元に吸引・消滅させる次元の裂け目を発生させる。裂け目は球状に展開されるため、射程範囲は広く、継続時間も長い。
サンバースト
ライトビームの単発型チャージコンボとして『プライム 2』のみ登場。1発につき5発のミサイルとライトアモを30発消費する。着弾後、広範囲に爆風が伝播し、炎上する閃光弾を発射する。射程は長く、位相変位したハンターイングにも有効だが、弾速は非常に遅いため、機敏な敵には有効ではない。
ソニックブーム
アナイアレイタービームの単発型チャージコンボとして、『プライム2』のみ登場。1発につき5発のミサイルと、ダークアモとライトアモを30発消費する。発射した瞬間に着弾、広範囲の物体を一瞬で粉砕する超音波の衝撃波を発生させる。威力は驚異的だが、アモの消費量が激しい。
ストームミサイル
『ドレッド』のみ登場。Rボタン長押しでレーザーポインターの色がオレンジに変化し、別々の位置にいる複数の敵を一度にロックオンし、1回のロックオンにつき3発のミサイルを発射する。ボスや大型敵などには多重ロックも可能。ただしその状態でダメージを受けると全てのロックが解除されてしまう。帯電して通常攻撃が通らない敵にも有効。なお、アイスミサイルとは別の武器であるため凍結効果は発揮されず、ミサイル自体の形状も異なっている。使用形態がシーカーミサイルに酷似しているが、一斉掃射ではなく連続発射であることや、消費弾薬数に違いがある。

### モーフボール
パワードスーツのモーフィング機能によって、直径約1mの球状に変形した状態がモーフボールである。モーフボールもモジュール機能により、新たな装備を追加することで、その性能を向上することができる。どういう原理でモーフボールの形状になっているのかは一切不明。
モーフボール（まるまり・モーフィングボール）
モーフボールの基本能力。主に狭い通路を移動したり、特定の鳥人像やボールキャノンと呼ばれる小型の球体を高速発射可能な長距離移送用のデバイスを起動することができる。アイテムを入手して使用可能となるが、一部の作品では初期装備となっている。初代『メトロイド』で初登場。
サイズは鳥人像の掌に納まる程度であり、初代『メトロイド』と『スーパー』における正式名称は其々「まるまり」「モーフィングボール」と呼称されていた。なお、古代の鳥人族戦士には、自身の柔軟な身体を丸めて、球状に変形する技を持つ者がおり、モーフボールはその能力を模したのだという。
サムスの能力の中でも特に謎の多い能力。スペースパイレーツもモーフボールの技術を形式的に模した試作品を作成していたが、被験者の体中の骨が砕けてよじれてしまったという悲惨な結果に終わっているため、単純な形態変化ではないことまでは明らかとなっている。原作者の坂本賀勇は『プライムシリーズ』を製作することになった任天堂の開発チームやレトロスタジオのスタッフに対して、「モーフボールの原理は説明しないでほしい」と告げている。
スプリングボール
モーフボールにジャンプ機能を追加した状態。『メトロイドII』で初登場し、獲得するとモーフボールの形状が変化する。入手に際しては、「マルカラ」を倒して入手という設置物からの入手とは違うパターンがとられている。また『フュージョン』と『ゼロミッション』では、ハイジャンプを入手することで、同様にボール状態でジャンプできるようになる。
「Wiiであそぶセレクション」の『プライムシリーズ』では、Wiiリモコンを上に振ることでボムを使用しなくても、ボムジャンプの高さに跳ねることができる（『プライム1』及び『プライム2』では、ボムを入手しないと使用できない）。この機能の名称がスプリングボールとなっている。
『アザーエム』及び『ドレッド』では機能の名前などは無いが、最初からボムを使わずにジャンプできるようになっている。
ブーストボール
モーフボールに加速機能を追加した状態。チャージする時間の長さに比例して、加速距離も大きくなるため、素早い長距離高速移動や、体当たり攻撃を行うことができる。またハーフパイプと呼ばれる摩擦力の少ない表面の滑らかなU字型の地形では、加速して飛び上がった後の降下中に再度チャージして、反対側の壁を登る際に再度タイミングよく加速させる動作を繰り返すことで、より高い位置へ到達することができる。
『プライムシリーズ』のみ登場。スピナーと呼ばれる動力発生補助装置（モーター装置）の内部でブーストボールを使用すると、ジェネレーターベルト部分を急速に回転させることで自己発電が可能であり、発生した電力を使用して連動する他の装置を起動することもできる。
スパイダーボール
モーフボールに帯磁機能を追加した状態。ボール表面から特殊な磁気を発生させることで、壁や天井に張り付き、自由に移動することができる。『メトロイドII』で初登場。
リメイク作品である『サムスリターンズ』でも登場。使用時はモーフボール表面に歯車のような形状のスパイクを展開、壁に食い込ませて移動する。移動だけでなく、強風に耐える等の応用も可能。基本的に『II』に準ずるが、『サムスリターンズ』ではスパイダーボールでも張り付くことができない壁が新たに登場しており、原作に比べ自由度は低下している。
『プライムシリーズ』でも登場。ボールトラックと呼ばれる磁気性のトラックシステムに密着して、トラック上を自由に移動できる。またボムやブーストボールを使用することで、一時的な磁気切断が可能であり、垂直方向へジャンプすることもできる。
ボム（ノーマルボム）
モーフボールの標準武器。爆発性エネルギー体を封入した機械・カプセル式の小型爆弾であり、特定の物質を判別・破壊したり、ボムの爆風を利用することでボムジャンプが発動する（サムス自身は爆風でダメージを受けない）。弾数は無制限だが攻撃力は低く、基本的に戦闘向きではない（ただしボムしか効果のない生物も存在する）。初代『メトロイド』で初登場。海外では「morph ball bomb」と表記されている。
『プライムシリーズ』でも登場。モーフボールの初期装備であり、最大3つのエネルギー爆弾を連続して設置することができる。主にサンドストーンやタロニック（タロリック）合金製の物質を破壊したり、ボムスロットと呼ばれる爆発性エネルギーで連動する装置を起動できる。またボムジャンプも可能だが、ボムの設置数などに制限があるため、公式には2段ボムジャンプが限界となっている。
パワーボム
パワーボムタンクを入手することで使用可能な強化型のボム。弾数制限があり、起爆時には超高温の熱波が広範囲に及び、一瞬で対象物を蒸発させることができる。サムスの装備の中でもトップクラスの破壊力を誇るが、所持数は極めて少なく、また連続設置もできない。『スーパー』で初登場。
『スーパー』では、画面全体に凄まじい大爆発を引き起こし、ボムジャンプも可能な他、特定のビーム能力とチャージビームを組み合わせることにより、後述する特殊な効果を発動することができる。
『フュージョン』及び『ドレッド』では、爆発後の爆風によって倒したXを引き寄せる効果を持つ。
『アザーエム』では、モーフボール状態でチャージすることで発動する。弾数は無制限だが、使用後はしばらく再発動できない。アダムによって装備を制限され、パワーボムは解禁予定無しとされるため、実際に使用できるのは物語の最終盤である。
『サムスリターンズ』では、スパイダーボールで壁に地面に貼りついた状態で使用すると、垂直方向の一直線上に長距離移動できる「スパイダーブースト」が発動する。
『プライム1』及び『プライム2』では、設置後すぐに起爆して、主に高硬度の耐久性を持つベンデジウム（デンジウム）製の物質（イエローゲートシールド）を破壊できる。
『ドレッド』ではボタン入力が下記のクロスボムと重複するため、モーフボール状態でミサイルモードキーを長押ししてチャージする事で設置できる。メトロイドスーツ覚醒時は弾数が無制限になる。
クロスボム
ノーマルボムの亜種で、モーフボール状態でミサイルモードキーの押下で1個ずつ設置可能。弾数制限は無し。その名の通り十字の範囲に遠くまで届く爆発を起こす。複数のボムブロックを貫通して爆破できる。この爆風に乗ればスルーブロックから落ちずに移動できたり、あるいはより高くジャンプできる。『ドレッド』のみ登場。

### バイザーシステム
『プライムシリーズ』のみ登場。状況に応じて、様々な機能を持つバイザーに切り替えることができる。またコンピュータウイルスによって、システム障害が発生した場合は、再起動する必要がある。
コンバットバイザー
標準装備されている通常視界のバイザー。パワードスーツのエネルギー残量やミサイル残数、危険感知やレーダーマップ等、戦闘に重要な多くの情報を表示している。
スキャンバイザー
主にデータ収集に使用される情報収集機能を持つバイザー。左手をヘルメットのこめかみ部分に当てて起動し、バイザー外観の色が緑に変わる描写がある。
ロックオンした対象などを調査（スキャン）することで詳しい生態や能力・弱点等の情報を入手できる他、一部のハードウェアにアクセス（ハッキング）することで作動プログラムを解析して装置を起動したり、セキュリティロックを解除できる。
スキャンバイザー使用中は一切の攻撃ができないが、攻撃ボタンを押すと自動的にコンバットバイザーに戻る。また敵やログテキストなど特に重要な情報はログブックに記録され、いつでも確認できる。
また『アザーエム』にはバイザーシステムは存在しないものの、サーチングビュー時において、ボスを一定時間ロックオンすることでボスの体力を画面に表示する、破壊可能な物体を解析しその対象の破壊に適した装備を表示するなど、スキャンバイザーを意識した演出が見られる。
サーモバイザー
赤外線スペクトル（熱源）を感知するバイザー。暗闇や悪天候下などの、可視光の届きにくい場所でもサーモイメージング効果により、熱を放つ物質が赤色に見えるため、温度差で状況を視認できる。ただし、高温地帯や爆発時に装着するとノイズが激しくなってしまう他、温度の低い機械類の視認も比較的困難である。
『プライム1』のみ登場。スペースパイレーツがフェイゾン無機生命体「サーダス」を服従させるために、作業員用に開発したバイザーであり、初期にダウンロードされたプロトタイプをサムスが奪取した（そのため3つのシールドによる、高レベルなシールドネットワークが作動していた）。
Xレイバイザー
特殊なX線を発することで、通常視界では捉えられない不可視の物体を確認したり、物質の透視が可能なバイザー。サムスのアームキャノンも手の骨が透けて見えるが、銀河連邦の兵士など、他の人間の骨格は見ることができない。
『プライム1』と『プライム3』で登場。スペースパイレーツが鳥人族のアーティファクトを捜索するために、パトロール部隊用に開発したバイザーであり、『プライム3』では、サーモバイザーの機能を継承した改良型が登場する。熱源を感知して分身した敵の本体を判別したり、可視領域外光線を感知して警報装置を回避したりなど、汎用性が向上している他、ノヴァビームとの連動として、相手のフェイザイト装甲に隠された弱点を透視して照準すると、その弱点を中央に拡大して狙撃可能なズーム機能も追加されている。ただし、周囲に強力なフェイゾンエネルギーを放つ物質（ハイパーモード使用中の敵）が存在すると、機能障害が発生してしまう。
ダークバイザー
ダークエネルギーの波長を感知して、次元の狭間に不安定な状態で存在する、不可視の物体を視覚化するバイザー。モノクロに視覚化され、不可視の物体や同次元の生物をバイザー中央部分に赤いシルエットで、別次元に存在する物体は輪郭線で表示される。ただし、強力なダークエネルギー/フェイゾンエネルギーを放つ物体が存在する場合、ノイズが激しく視認不能になる。
『プライム2』のみ登場したXレイバイザーの互換装備。ルミナス製の装備であり、半液状化したウォリアーイングや、位相変位したハンターイングも、ダークバイザーならロックオンし続けることができる。
エコーバイザー
音波を利用したアクティブ方式のバイザー。音波のみで物体を捕捉するため、本来視認可能な色彩やその変化などは見えず、ビームエネルギーなど音を発生しない・あるいは反射しない物など、大半の要素が視認しにくい欠点を持つ。
『プライム2』のみ登場。ルミナス製の装備であり、アナイアレイタービームと連動することで、音波を使用したセキュリティシステムを視認・解除することができる。
コマンドバイザー
サムスのスターシップに通信して、遠隔操作を行うためのバイザー機能。特定のコマンドアイコンをスキャンすることで、サムスがアームキャノンのデバイスを操作しスターシップの遠隔操舵やシップミサイルの射撃を行う。
『プライム3』のみ登場。使用方法はスキャンバイザーとほぼ同一。スターシップに搭載されている鳥人族の技術を応用した生体コンピューターが、周囲の状況を分析・送信可能なコマンドを自動的に判断するため、条件を満たさない場合は認証失敗（エラー）となり、命令が中断されてしまう。
なお、他の作品でも、アームキャノンのデバイスによってスターシップに命令を送信する描写がある。

### サブアイテム
上記の装備以外で、主にサムスの走破能力を強化する補助装備。主に、移動に関する能力が向上する。
パワーグリップ
足場や壁のカドに掴まることができる。『ゼロミッション』のみアイテムとして登場。
アクションそのものは先に『フュージョン』で登場しており、「軽量化されたフュージョンスーツの特性上、同様の能力を使用することが可能」とされていた。同作では天井や壁の梯子を移動することもできる。
『アザーエム』及び『サムスリターンズ』では最初期の段階からカドに掴まることが可能であり、『ゼロミッション』以降のスーツの標準装備となっているのか、設定が変更されたのかは現時点では不明。
『プライム3』では、グラブレッジと呼ばれる特殊な磁力を帯びた緑色の金属プレートに、スペースジャンプして接触すると、パワードスーツの金属に反応して上昇磁力流が発生、崖の上に登ることができる。
ハイジャンプ（ハイジャンプブーツ）
サムスの跳躍力を増強させ、通常より高くジャンプできるようになる。『メトロイドII』以降の2D作品で登場。
『ゼロミッション』及び『フュージョン』では、モーフボールでもジャンプできるようになる。
スピードブースター
一定時間・距離を走り続けると超高速で移動できる他、ダッシュ中に接触した特定の物質を破壊したりすべての敵に大ダメージを与えることができる。高速ダッシュ中は無敵状態であり、回転ジャンプした場合は、着地まで攻撃判定が持続する。段差の多い場所では使用できない。『スーパー』以降の2D作品、及び『アザーエム』で登場。
パワードスーツの脚部に搭載されるブーツ型の装備だが、『アザーエム』及び『ドレッド』では、発動直前に後背部のブースター部分が点火される描写がある。発展技であるシャインスパークの詳細については後述する。
『フュージョン』『ゼロミッション』『アザーエム』では走り続けるだけで発動するが、『スーパー』『ドレッド』では特定のボタン入力を行ってから走る必要がある。『ドレッド』では自由度がさらに高くなり、ジャンプ・スライディングやキッククライムの他、スライディングを経由してモーフボール状態になっても維持される。また、通常では滑り落ちてしまう急斜面や、押し戻される突風の中でも駆け上がることができる。
スペースジャンプ（スペースジャンプブーツ）
回転ジャンプ中に再び連続ジャンプすることができる。『メトロイドII』で初登場。
『メトロイドII』及び『スーパー』では、回転ジャンプの最頂点に到達しなければ発動することができなかったが、『フュージョン』及び『ドレッド』では、回転ジャンプ中ならいつでも発動することができる。
『アザーエム』でも登場。基本的には従来の2D作品と同様の性能だが、上昇能力は失われ、ほぼ一定の高度を移動するのみになる。
『ゼロミッション』でも登場するが、初期のスーツでは「未詳アイテム」と表記され、「伝説のパワードスーツ」を取得するまで使用できない。
『プライムシリーズ』でも登場。推進エネルギーを噴射する初期装備機能で2段ジャンプが限界だが、ジャンプするタイミングにより、飛距離や高さを調節することができる。
スピンブースト
『ドレッド』のみ登場。回転ジャンプ中に再び一度だけジャンプができる。スペースジャンプの機能縮小版、スペースジャンプ取得後消滅する。
スクリューアタック
回転ジャンプ中に強力な高速回転エネルギー波が発生する。回転ジャンプによる体当たりによって特定の物質を破壊したり、ボス以外の大半の敵を一撃で倒すことができるほか、回転ジャンプ中はほとんどの接触ダメージも受けなくなる。初代『メトロイド』からほとんどの作品に登場する。
『ゼロミッション』『スーパー』『フュージョン』では、それぞれエフェクトが異なる。
『ドレッド』では、殆どの攻撃が通らない電撃を纏った敵を倒すことができる他、回転ジャンプ中は敵の電撃攻撃を受けなくなる。
『プライム2』及び『プライム3』でも登場。スペースジャンプ後に最大5回まで連続回転ジャンプが可能。空中を直進して長距離移動できる他、接触した物質や敵に大ダメージを与えることもできる。またキッククライムウォールと呼ばれる特殊な金属製の壁面に対してスクリューアタックで接触すると、瞬間的に大きい摩擦力が発生して一時的な静止状態となり、再度反復することで壁の間を蹴って登ることができる。
『プライムシリーズ』と『サムスリターンズ』では、耐久力が高い敵は倒せず、こちらもダメージを受けることが多い。
なおスクリューアタックのアイテムマークは、サムス自身とメトロイドシリーズのシンボルマークにもなっており、『大乱闘スマッシュブラザーズシリーズ』でも上必殺ワザとして使用されている。また『プライムシリーズ』では、鳥人族と友好関係にあったルミナス・ブリオニアンの両種族に贈呈された装備が登場するが、パワードスーツのアイテムマークとの混同を防ぐため、デザインが少し変更されている。
グラップリングビーム
特殊な磁気を帯びたロープ状のビームであり、特定の磁気を帯びた物質や同調した磁力を纏う生物に対してぶら下がることができる。『スーパー』で初登場。
『スーパー』では、アームキャノンから発射されるため、他の攻撃能力との併用はできないが、一部の敵を一撃で倒すことができる。また特定の漏電している箇所にグラップリングビームを接続することで、サムス諸共接触している敵を感電させられる（自虐的な例外行為だが、有効な敵も存在する）。
『アザーエム』では、特定の装置や一部の生物をロックオンすることでアームキャノンから発射し使用できる。
『プライムシリーズ』でも登場。発射装置が左腕に装着され、天井や枝などに設置されたグラップルポイントと呼ばれる特定箇所にぶら下がることができる。『プライム1』のみグラップリング中、アームキャノンは使用できない（Wii版でも同様）が、『プライム2』及び『プライム3』では改善され使用可能になっている。発射装置は『プライム1』では左前腕を覆うほどの大きさだったが『プライム2』では小型化され、『プライム3』では、発射装置が完全に手の甲に一体化されている（Wiiの仕様上、サムスの発射する動きと、Wiiリモコンのヌンチャクを振る動きを同期させ、臨場感を出すため）。また能力が3つに分割されており、それぞれ別に入手する必要がある（括弧内の英語は海外版の名称）。
『サムスリターンズ』及び『ドレッド』ではぶら下がるだけでなく、特定の磁気を帯びた青い物体を引っ張ることで破壊、あるいは移動させることができる。
グラップリングビーム（Grapple Lasso）
特定の対象物にグラップリングビームを接続して、対象物を引っ張ることができる。黄色の光沢がある物質に対して使用可能であり、敵の装備している防楯、ゲートシールドなどを排除することができる。なお（Lasso）とは、「投げ縄」という意味を持つ。
グラップリングスイング（Grapple Swing）
従来のグラップリングビームに相当する拡張機能。ぶら下がっている間は方向転換が可能な他、アームキャノンによる射撃もできる。
グラップリングボルテージ（Grapple Voltage）
特定の対象物にグラップリングビームを接続している間、サムスの体内エネルギーを送り込んで、特定の装置にエネルギーを供給したり、逆にエネルギーを吸収することで、セキュリティロックの電源を奪って機能停止させることができる。
バウンティハンターガンドレイダが所持していた装備を入手することで、紫色の光沢がある物質に対して使用可能となる。対象物と自身のエネルギーのやり取りを行うため、吸収中は体力が回復し、供給中はダメージを受けるという形になる。
エネルギー転送モジュール
ルミナス族のエネルギー制御装置から、惑星エネルギーを抽出・変換することができる。またイング族のスナッチ攻撃を防御する機能も持つ。
『プライム2』のみ登場したルミナス製のテクノロジー。サムスの体内に取り込まれ分子構造レベルでパワードスーツと同化する、特殊なデバイスとなっている。
グラビティブースト
水中でジャンプボタンを押し続けると、一定時間ゆっくり浮上することができる。また水中の抵抗を無効化して、バイザー機能の視界も鮮明になる。なお、水中上昇機能は水中でのみ使用できる。
『プライム2』のみ登場したルミナス製の装備。パワードスーツをダークスーツ・ライトスーツに統一するため、従来のグラビティ機能をサブアイテムとして登場させたもの。
シップミサイル
サムスのスターシップに搭載可能な、極めて加害力の大きいミサイル。コマンドバイザーで、特定の対象物を照準するとスターシップにミサイルの射撃命令を送信できる。主に通常火器では排除不能な高硬度のモルジウム合金製の物質を排除できる。
『プライム3』のみ登場。サムスが目標を照準すると別の地点にいるスターシップが近接航空支援を行うが、この機能は一部の屋外エリアでのみ使用できる。
シップグラップリング
サムスのスターシップに装備可能な、専用の大出力グラップリングビーム。コマンドバイザーで、特定の対象を指向するとスターシップに荷物の持ち上げ、または卸下の命令を送信することができる。人力では持ち上げができないほど重たい巨大物質を輸送できる。
『プライム3』のみ登場。主に重量品の運搬に運用されるが、荷物の運搬中は他のコマンドと併用できない。そのため、シップミサイルを使用する場合はグラップリング機能を中断して、荷物を元の位置に返還する必要がある。
Xレイスコープ
地形に隠された通路や、破壊可能な物質を透視することができる。『スーパー』のみ登場。
ただし使用中は移動することができない他、すべての隠し通路を視認できる訳ではない。
なお、使用中は時間が停止する仕様を利用して、敵にプラズマビームが重なった状態でスコープ機能のon/offを繰り返すと、連続ヒットするというバグ技が存在する。
パラライズガン（パラライザー）
自動でエネルギーが充填される、護身用の短銃。弾数は無制限で、最大エネルギー充填射撃により、敵を一定時間麻痺させる効果を持つ。またブロックに対してはボムと同様の効果を持ち、加害可能な物質を判別・破壊することができる。連射性は高いが、あくまで緊急時に使用する物であり、最大パワーでないと敵を麻痺できず、ダメージを与えることは一切できない。『ゼロミッション』で初登場。
サムスが個人的に所持していたビームハンドガンであり、スターシップを撃墜されたことで、極度の精神状態（パワードスーツ装着不可）に陥ってしまったサムスが、スペースパイレーツのマザーシップに潜入した際に使用。『アザーエム』でも自爆寸前のボトルシップから脱出する際に限って使用することになる。今作ではチャージは自動ではなく通常のチャージビームと同様の手動入力となっている。フルチャージ状態でなくとも敵をスタンさせることができるが、持続時間はチャージ状態に比例する。
『ゼロミッション』の作中における名称ではハンドガン、開発スタッフの質問コーナーではパラライズガン、『アザーエム』ではパラライザーと名称が決まっていない。また『大乱闘スマッシュブラザーズX』以降でのパラライザーは、プラズマウィップ（鞭）の機能が追加されており、近接戦闘用の小火器として使用できるようになっている。
スパイダーマグネット
『ドレッド』のみ登場。青く光っている壁や天井（マグネットサーフィス）に張り付いて登れるようになる。スパイダーボールの、モーフボールにならないマイナーチェンジともいえる。張り付いた状態からは射撃やメレーカウンターができる。

### ハイパーモード
フェイゾンを利用した攻撃が使用可能な状態を指し、『プライム1』及び『プライム3』に登場。
『プライム1』ではメトロイドプライム（ヘッド）が生成するフェイゾン溜まりの上に乗ることで画面に「ハイパーモード」と表示され、アームキャノンが変形、ビームを断続的に照射する「フェイゾンビーム」が限定的に使用可能となる。
『プライム3』では任意での使用が可能になっている。PEDスーツの機能により、パワードスーツの全機能が最大強化された状態。ダークサムスのフェイゾン汚染を受けたサムスが、体内でフェイゾンエネルギーを生成する能力を得たことで使用可能になった。エネルギータンク1個分のフェイゾンエネルギーで起動し、フェイゾンエネルギーをすべて消費するか、一定時間経過による安全装置の作動で自動的に終了する。任意で解除した場合に限り、残ったエネルギーが還元される。基本的に無敵状態となり、フェイゾンエネルギーを消費した強力な攻撃が可能だが、自身のエネルギーを大きく消費するため、計画的な使用が推奨される。
ある程度物語が進行した状態でハイパーモードを一定時間使用していると、体内のフェイゾン生成細胞が高活性化して暴走が発生し、任意の解除が不可能となるコラプションモードに移行する。この暴走状態では体内のフェイゾンエネルギーが徐々に増加し続け、ダメージを受けるとさらにその分フェイゾンエネルギーが増加する他、これらによりエネルギーの最大値を超えたまま数秒が経つと完全汚染となり、ダークサムスに精神を支配されゲームオーバーとなってしまう。防止策として、増加し続けるフェイゾンエネルギーをすべて消費するか、強制終了の時間まで最大値を突破せずに耐え切ることで完全汚染を回避できる（ただし、通常より大量にハイパーモードの攻撃を行使できるため、一概にデメリットばかりではない）。上述したフェイゾンビームと同じくフェイゾン生命体に対して極めて有効な攻撃手段であり、ハイパーモードを使用しなければ撃破できない敵や物質も同作内で多く存在する。
なお、特定の電撃攻撃によってハイパーモードの強制解除や、稀に使用される高濃度のフェイゾン攻撃（フェイゾングレネード）によってコラプションモードが強制的に起動されることもある。
ハイパービーム
ハイパーモード発動中、体内で生成したフェイゾンエネルギーを、アームキャノンからビーム状に放出する能力。パワービームの連射能力も継承しているうえ、チャージによりフェイゾンエネルギーを大量に消費して、強力な継続型ビームを発射できる。
ハイパーボール
ハイパーモード発動中、フェイゾンエネルギーを、モーフボールを中心に放電現象的に放出する能力。接近する物に継続してダメージを与えるが、ボムが使用できなくなるため元々破壊できた障害物が壊せなくなる。
ハイパーミサイル
ハイパーモード発動中、体内のフェイゾンエネルギーを凝縮し、破壊力を飛躍的に強化したミサイルを発射する能力。威力・弾速共に強力であり、着弾点への爆発による攻撃範囲も増加しているが、追尾機能は失っている。
ハイパーボルテージ
ハイパーモード発動中にグラップリングビームを特定の対象物と接続している間、体内のフェイゾンエネルギーを送り込んで攻撃する能力。通常のグラップリングボルテージとは違い、フェイゾンエネルギーを吸収することはできない。

### エイオンアビリティ
『サムスリターンズ』及び『ドレッド』に登場。惑星SR388や惑星ZDRの鳥人遺跡に存在していた能力。使用には、専用のエイオンゲージを消費する。
『サムスリターンズ』では複数のアビリティを同時に使用することも可能だが、エイオンゲージの消費も激しくなる。『ドレッド』ではいずれのアビリティもエイオンゲージが最大でないと使用できず、複数アビリティの併用はできない他、アビリティによって使用後の回復速度が異なる。
スキャンパルス（パルスレーダー）
サムスの周囲に青いパルスを放射することで、一定範囲内のマップ、破壊可能なブロックを画面上に表示する。未踏破のエリアであってもマップに表示されるようになる他、範囲内に破壊可能なブロックが存在する場合は音で知らせてくれる。ただし、ブロックの種類までは判別することができない。
『ドレッド』にはパルスレーダーとして登場。ブロックの検知のみを行い、マップの検知機能は無い。また、エイオンゲージが満タンの状態でなければ使用できない。使用後のエイオンゲージ回復速度は中程度。
ライトニングアーマー
『サムスリターンズ』のみ登場。パワードスーツ表面に緑色の電気エネルギーを展開、敵や障害物からのダメージを無効化し、さらに有効状態ではメレーカウンターの範囲が強化される。ダメージを防いだときや、効果中にメレーカウンターを使用したときにエイオンゲージを消費する。
ビームバースト
『サムスリターンズ』のみ登場。アームキャノン内の攻撃用エネルギーを全て融合させ、フルオートで強力なビームを放つ。ボタンを押している間、エイオンゲージが続く限り発射が可能。
新たなビームを入手した際、ビームバーストにはそれらの効果がすべて付加されることになるため、チャージビームのみ通用する敵や、アイスビームしか効かないメトロイドにもダメージを与えられる（ただし、凍結効果は発揮されない）。
フェイズドリフト
『サムスリターンズ』のみ登場。サムス以外の時間を遅くさせるアビリティ。サムスそのものの移動（ジャンプや落下含む）や攻撃は速度低下しない強力なものだが、使用中は常にエイオンゲージが減り続ける。
ファントムクローク
『ドレッド』のみ登場。透明化し、音も発しなくなるアビリティ。これにより敵やE.M.M.I.の感知から逃れることができる。発動中は常にエイオンゲージが減り続け、エイオンゲージが無くなっても解除されないものの今度はライフエネルギーが減り始め、エネルギーが1になった時点で解除される。解除後のエイオンゲージ回復速度は非常に遅く、移動・ジャンプ時に回復速度が上がる。発動中は低速移動と直立ジャンプ、射撃のみ可能で機動力はかなり低下し、その際にはエイオンゲージ・エネルギーの消費も激しくなる。
フラッシュシフト
『ドレッド』のみ登場。一定距離を高速移動する。三回まで連続で発動可能。移動方向は真横のみで、敵をすり抜けることはできない。エイオンゲージをすべて消費した後、急速に回復する。

### 回復アイテム・タンク
回復アイテムは敵や特定オブジェクト破壊後に出現することが多い。また、『プライム』シリーズのビームチャージ中や、『サムスリターンズ』『ドレッド』においては接近したサムスに引き寄せられる。
タンク類は様々な場所に隠されており、作品毎に増加数も異なる他、『フュージョン』『ゼロミッション』のハードモードでは拡張量が半分になる。
なお、『アザーエム』では回復アイテムが一切登場せず、ハードモードではタンク類も一切登場しなくなる。
エネルギーボール
パワードスーツのエネルギーシールドを回復する、基本的な回復アイテム。敵を倒す、またはコンテナ類を破壊することで出現するが、出現後しばらく放置しておくと、自然に消滅する。回復量はシリーズ全体で5、10、20、30、50、60、100の計7種類が存在。シリーズごとにその中から3種類程度が登場し、色や大きさによって回復量が異なる。
『プライム3』では、PEDスーツ入手後、登場する回復アイテムがフェイゾンボールに変化する（名称と外見以外に、変更点はない）。また惑星フェイザに登場するアンチフェイゾンボールは体内のフェイゾンエネルギーを減少させるという設定だが、ゲーム上では実質的に同等の効果を発揮することになる。
ミサイルアモ・スーパーミサイルアモ・パワーボムアモ・ビームアモ
弾数制限のある武器の残量を回復する、弾薬用の回復アイテム。回復量は作品や対応武器毎に異なる。
X
『フュージョン』及び『ドレッド』に登場。メトロイドの体質を受け継いだサムスは、擬態していないXに触れるだけで、Xを吸収・回復することができる。黄色と青色のXはエネルギー（青色の方は回復量が多い）、緑色のXはミサイル、オレンジ色のXはパワーボム、赤色のXとコアXはエネルギー・ミサイル・パワーボムが大幅に回復する。
『フュージョン』のみ、低温体質を持っている青色のXが登場し、これをバリアスーツを着用していない状態で吸収すると内部から急激に冷却され逆にダメージを受けてしまう。『ドレッド』のみ、パワーボム残弾のみを回復するオレンジ色のXが登場する。
エネルギータンク
エネルギーシールドの最大値が100ポイント増加する。更に、エネルギーが最大値まで回復する。
エネルギーパーツ
4つ集めるとエネルギータンクになり、エネルギーの最大値が100ポイント増加する。ただし、エネルギータンクと異なり、エネルギーが最大値まで回復する効果はない。『アザーエム』及び『ドレッド』に登場。
リザーブタンク
『スーパー』のみ登場。緊急用エネルギータンク。エネルギーが最大の状態でエネルギーボールを入手すると、リザーブタンクに蓄積され、オート（エネルギーが0の時、自動的に回復する）かマニュアル（手動で、必要な量だけ回復する）で、いつでも回復することができる。
リカバリータンク
『アザーエム』のみ登場。エネルギーが残り少ないときに集中することでエネルギーを回復するコンセントレーションの回復量と使用可能になるエネルギーの下限ラインを増加させる（通常、コンセントレーション使用には24以下でなければならないエネルギー残量のラインを1つにつき25ずつ＝49以下、74以下…と上昇させる）。
ミサイルタンク
ミサイル保有数の最大値が5発分増加する。『メトロイドII』及び『ハンターズ』では10発分、『サムスリターンズ』では3発分、『アザーエム』では1発分、『ドレッド』では2発分、増加する。
ミサイルプラスタンク
ミサイル保有数の最大値が10発分増加する。『ドレッド』のみ登場。
スーパーミサイルタンク
スーパーミサイル保有数の最大値が増加する。『スーパー』では5発分、『ゼロミッション』では2発分、『サムスリターンズ』では1発分増加する。
パワーボムタンク
パワーボム保有数の最大値が増加する。『スーパー』では5発分、『フュージョン』及び『ゼロミッション』では2発分、『プライム1』『プライム2』『サムスリターンズ』『ドレッド』では1発分増加する。
ビームアモタンク
ビームアモ保有数の最大値が増加する。『プライム2』ではダークアモとライトアモが50発分、『ハンターズ』では全サブウェポン用のビームアモが30発増加する。
シップミサイルタンク
シップミサイル保有数の最大値が1発分増加する。『プライム3』のみ登場。
アクセルチャージ
チャージビームのチャージ速度が上昇する。『アザーエム』のみ登場。
エイオンタンク
エイオンゲージの最大値が上昇する。『サムスリターンズ』のみ登場。
ミサイルバッテリー
『メトロイドII』のみ登場、ミサイルを全回復する。
ビッグエネルギーボール
『メトロイドII』のみ登場、体力を全回復する。
ビッグエイオンボール
『サムスリターンズ』のみ登場、エイオンゲージを全回復する。

### スターシップ
『メトロイドII』で初登場。サムスが保有している宇宙船で、内部ではエネルギー及び武器の回復が行え、『スーパー』以降はセーブも行えるようになった。作品やシリーズ毎に異なる機体が登場するが、全てサムスの所有物なのか、任務ごとに乗り換えているのかは不明。いずれもサムスのヘルメットのデザインを模したような外観をしている。『プライム3』の機体は鳥人族の技術を応用した生体コンピューターが搭載されていることがスキャンデータで判明しているが、他の機体にも同様の物が搭載されているのかは明らかになっていない。以降は、作品中の時系列上での登場順に沿って挙げる。
初代スターシップ
登場作品：『ゼロミッション』・『サムスリターンズ（回想のみ）』
時系列上最初の作品となる『ゼロミッション』においてサムスが使用していた赤いカラーのスターシップ。機首側面から機体後方に向かって湾曲した形状の翼が特徴。機体上部のハッチより乗降する。ツーリアン攻略後に惑星ゼーベスから脱出するが、帰還したスペースパイレーツ本隊の戦闘機に撃墜され失われてしまった。
『サムスリターンズ』では、プロローグにおける『ゼロミッション』の回想にのみ描写される。
2代目スターシップ
登場作品：『プライム1』・『ハンターズ』
『プライム1』にて登場したオレンジ色の機体。機体底部には可動式の4本の噴射ノズルがあり、機体の姿勢制御時に可動している。機体上部のハッチより乗降する。これ以降より、アームキャノンのデバイスによって遠隔操作で呼び出す場面が存在する。
『ハンターズ』でも引き続き登場。同作で機内の風景が明らかとなった。白一色で統一された内装で、計器や操縦にはホログラムを用いている。ゲーム中では、惑星からの離陸やサブウェポンの装備、ログブックの閲覧が行える。また、『ハンターズ』にはセーブステーションが登場せず、代わりにランディングサイトへのテレポーター（瞬間移動装置）が各地に設置されているため、実質的にセーブステーションの役割を担っている。
3代目スターシップ
登場作品：『プライム2』・『メトロイドII（サムスリターンズ）』・『スーパー』・『アザーエム』・『フュージョン』
時系列上では『プライム2』、シリーズ上では『メトロイドII』で初登場した黄色の機体。シリーズ中最も登場回数が多く、大乱闘スマッシュブラザーズなどの他シリーズ作品においてもこの機体が登場している。作品ごとに細部の特徴やサイズは異なるが、円盤を思わせる形状で、機体底部の3つの半球状のパーツが特徴であることは概ね共通している。基本的に機体上部のハッチから乗降するが、『アザーエム』では機体底部よりエレベーターを下ろして乗降していた。また、『メトロイドII』及び『スーパー』では、地表からやや離れた位置に浮遊していたが、『プライム2』以降は機体底部の半球状のパーツをランディングギアとして接地させ、地表に着陸するようになった。自動修復装置が搭載されており、作中では惑星エーテルの磁気嵐の直撃によって不時着、故障したため、修復完了まで離陸不可能な状態となった。ゲームの進行に応じて修理状態が進行する。
『フュージョン』ではプロローグにのみ登場。サムスが寄生生物Xの影響で意識を失い操縦不能となったことでアステロイドベルトに衝突、爆発してしまった。サムス自身は衝突直前に脱出ポッドで排出され、銀河連邦に回収された。
4代目スターシップ
登場作品：『プライム3』・『フェデレーションフォース』
『プライム3』で初登場した機体。シリーズ中で明確に兵器を装備していることがわかるスターシップでもある。戦闘機を思わせる流線形の機体で、両翼にはシップミサイルを、機体底部にはシップグラップリングを拡張装備として搭載できる。両翼の砲塔は先端が折れてランディングギアにも変形し、機体底部からエレベーターを下ろして乗降する。スキャンデータで惑星アリエスIIIの銀河連邦造船所にて製造され、ブリオジェルを燃料に用いていることが判明している。内装機器も更に豊富になり、通信機、バイオハザードスキャナー、防御用の船外シールドやコクピットの保護レイヤーなどが存在する。鳥人族の技術を応用した生体コンピューターが搭載されており、DNAスキャンによりサムス以外の存在はシップに入ることができない。そのため、作中では惑星フェイザにてサムスの体内のフェイゾンが暴走を起こして汚染が限界に近づいた際、スターシップに戻れなくなってしまった。この機体にも自動修復装置が搭載されており、作中では惑星エリシアにてゴアの攻撃を受け、緊急退避後は離陸不可能な状態となるが、『プライム2』の頃よりも比較的短時間で修理が完了している。
『フェデレーションフォース』においても引き続き登場。稀に一部のステージの上空を飛行している場合がある他、イベントデモにおいて巨大生物ゴライアスにシップミサイルの爆撃を行いとどめを刺すなど、随所において存在感を示す。最終決戦では、ドゥームアイ崩壊に伴い宇宙空間に放り出されてしまったフェデレーションフォースの面々の救出に使用された。
5代目スターシップ
登場作品：『フュージョン』・『ドレッド』
プロローグにてスターシップを失ったサムスが、B.S.L.で発生した原因不明の爆発事故の調査を名乗り出た際、銀河連邦より提供されたスターシップ。これまでとは打って変わって青紫を基調としたカラーとなった。正面から見るとHを思わせる外見で両翼があり、着陸時にランディングギアとなる。機体底部よりチューブ状の光を発し、乗組員を転送させる方式で乗降を行う。機体には高度な知能を持つAIが搭載されており、銀河連邦はこのAIからの指示に従うことを条件にスターシップを提供した。AIによる自動操縦も可能になったが、シップの起動にはマニュアル操作が必要であるという欠点もある。サムスは、このAIの口調や雰囲気がかつての上官であるアダム・マルコビッチに酷似していたことから、このAIを『アダム』と呼ぶようになった。B.S.L.のシステムにアクセスすることが可能で、施設内のゲートロックを解除したりしてサムスを支援する。

## 特殊アクション
キッククライム（壁蹴り・三角飛び・壁キック）
一部の場所では必須となる、垂直な壁を蹴り上げて上昇するアクション。初登場の『スーパー』では、惑星ゼーベスの原生生物エテコーンがヒントを教えてくれる。本来スペースジャンプでのみ到達可能な場所の一部は、これによってスペースジャンプ無しで移動することができる。
『スーパー』及び『ゼロミッション』では、垂直な1ブロック分のスペースがあれば、1面の壁でもキッククライムが可能だが、『フュージョン』及び『サムスリターンズ』では、慣性の作用で上昇中の移動が制限されており、必ず2面の垂直な壁が必要になっている。また水中でもキッククライム後すぐに壁に向かって一瞬十字ボタンを入力、そして反対に再度入力することでシビアだが片面のみで上昇することができる。
『アザーエム』以降は壁の方向に方向入力を入れ続けているだけでキッククライムが可能となり、操作難易度が下がっている。また『アザーエム』に限り序盤から必須かつ認知されるべきアクションとなっている。
チャージアタック
ビームをチャージした状態での回転ジャンプによる体当たりで敵にダメージを与える技。攻撃後はチャージが解除されてしまう他、最大チャージしないと攻撃判定が発生しない。また一撃で倒せなかった場合はダメージを受けてしまうが、一部の敵や攻撃はすり抜けることができる。なお、アイスビーム装備中でも敵の凍結効果は発揮されない。『スーパー』で初登場。この能力がステータス画面で明言されているのはシリーズ中で『ゼロミッション』及び『ドレッド』のみである。
丸まりブースト
ダッシュ中（スピードブースター発動中でも使用可能）にダッシュジャンプして、着地寸前にモーフボールになることで、その時の速さを保持したまま転がって移動し、モーフボールのままスルーブロックの床を走り抜ける事ができる。『スーパー』のみ登場。
『ゼロミッション』及び『ドレッド』では、坂へのシャインスパークまたは狭い通路でのスライディングを利用することで、モーフボール状態でスピードブースター走行する状態になることができる。
無限ボムジャンプ
ボムジャンプの発展技。ボムジャンプで飛び上がった瞬間、地面からほんの僅か離れた地点にボムを設置、そして落下時にそのボムで再度上昇し飛び上がった後、また少し高い位置にボムを設置する……この動作を繰り返すことでキッククライム同様高い位置に到達することができる。『スーパー』で初登場。
『スーパー』では、爆発のタイミングが遅いため難易度は高かったが、『ゼロミッション』『ドレッド』では爆破のタイミングが早くなり、改良されている。なお、ボムジャンプの方向がボムに対するサムスの位置で決まることを利用して、斜めに移動する方法も存在する。
攻略経路が基本的に指定されておりすべての能力の取得が必須となる『フュージョン』では、連続ボムジャンプを使用できるようにするとスペースジャンプの取得が不必要となり攻略に支障が出るため、爆発のタイミングが相対的に遅くなって（落下速度が上昇して）おり完全に使用不可能である。
『アザーエム』及び『プライムシリーズ』では、ボムの設置数・時間間隔に制限があるため基本的に使用することはできないが、『プライムシリーズ』では、1つ目のボムが爆発する瞬間に同じ位置にボムを設置、1つ目のジャンプの頂点に3つ目のボムを設置することで、2つ目と3つ目のボムを利用した2段ボムジャンプが、また1つ目・2つ目のボムを使用せずに消費した後、3つ目のボムを設置、さらに再充填（リロード）されたボムを再度使用した3段ボムジャンプが存在する。ただし、2段ボムジャンプ以外はマニアック（短時間クリアなど）なプレイヤー向けのアクションとなっており、ルート開拓には不要。
『ゼロミッション』及び『ドレッド』ではボムの設置位置から任意の方向に少しずれてボムジャンプし、任意と反対の方向のキーを押し続け無限ボムジャンプすることで、斜め上への移動も可能である。更に上位の技で斜め上連続ボムジャンプを高度が上がらないように連続させることで、真横への移動も可能である。
シャインスパーク
スピードブースターの発展技。スピードブースター走行中に十字ボタンの下キーでしゃがむことでスピードブースター中のエネルギーをチャージ、その状態で十字ボタンを押さずに垂直にジャンプすると、無敵状態のまま一直線に飛び続けることができる。十字ボタンを入力することで飛ぶ方向は上・左右・左右斜め上の合計5方向となり、また垂直ジャンプ以外の場合は普通にジャンプすることができる。初登場の『スーパー』では、惑星ゼーベスの原生生物ダチョラがヒントを教えてくれる。スピードブースター走行中でも回転ジャンプは可能で、その場合着地までブースト状態が維持されるため長距離のジャンプを行える。
『スーパー』では、シャインスパーク発動中はサムスのエネルギーが減少し続けてしまう（エネルギーが30ポイント以下になると途中で停止する）が、斜めに発動した場合は壁を滑って移動することができる。
『フュージョン』以降は、エネルギーが減少しなくなり、シャインスパークの状態で坂に突進すると再びスピードブースター走行状態に戻るなど、変更・改良されている。
『ゼロミッション』では、スピードブースターからチャージ状態になったあとにモーフボールになってジャンプすることでボールスパークが発動する（ハイジャンプが必須）。このボールスパークが坂に激突すると、先述の丸まりブースト状態となる。なお、ボムを設置すると自動的に上方向にボールスパークが発生する機械が設置されており、これを用いる場合のみスピードブースターやハイジャンプは必要ない。
『アザーエム』では、キッククライム同様必須かつ認知されたアクションとなっており、発動条件もスピードブースター発動中に②ボタン（ジャンプボタン）を押した状態から、十字ボタンを押さずに②ボタンを離すと真上に垂直ジャンプすることができる。勿論、十字ボタンを入力した場合は任意の方向に飛ぶこともできるが、飛距離が有限となっている。またスピードブースター発動中は急斜面を登ることができるが、急斜面にシャインスパークを発動しても再度スピードブースターは発生しない。
『ドレッド』では、スピードブースター中に左スティック下入力でチャージ状態になり、そこからBボタンで発動する。『フュージョン』同様、坂を使ってスピードブースター走行に戻ったり、『ゼロミッション』と同様にボールスパークも可能。さらに回転ジャンプ後もブースタースピードブースター走行中に狭い隙間の通路にスライディングで入ることでも、そのまま丸まりブースト状態になることができる。
特殊チャージ攻撃
『スーパー』のみ登場。選択画面でビーム能力1つとチャージビームのみを選んで、武器選択からパワーボムを選んだ状態から、チャージビームをフルチャージすると自動的にパワーボムを1個消費して特殊なビーム攻撃が発動する。各ビーム能力によって効果・発動時間が異なる。
ダイヤモンドダスト
アイスビームの特殊攻撃。敵を凍結させる4つの冷気が、一定時間サムスの周囲を回転して、最終的には拡散する。
『フュージョン』のディフュージョンミサイルに効果が酷似しているが、冷気のエフェクトが異なる。
アステロイドベルトやスターダストシャワーと違い、しっかりとサムスに近い位置で同じ軌道を回り続けるため、制御しやすく、発動しておくとこちらに突っ込んでくる敵などに対して効果的である。
アステロイドベルト
ウェイブビームの特殊攻撃。サムスを中心に電撃を帯びた4つの球体が斜め十字型に交差して、最終的には拡散する。
サムスの移動に合わせて軌道も移動・変化する他、発動時間も長いため使いやすい。
スターダストシャワー
スペイザーの特殊攻撃。並行な4つのビームが一定時間サムスの周囲を旋回して、最終的には上昇したビームが降り注ぐ。
エメラルドスプラッシュ
プラズマビームの特殊攻撃。2つのプラズマ球体が、一定時間サムスに近づいたり離れたりを繰り返して、最終的に拡散する。
プラズマビームの特性から敵を貫通する他、サムスの移動に合わせて効果範囲も広くなるが、発動時間は最も短い。
クリスタルフラッシュ
『スーパー』のみ登場。エネルギータンクの総量が30ポイント以下、リザーブタンクが空の状態でのみ発動可能な緊急時の自己回復技。発動中は、サムスのパワードスーツが解除され、サムス自身は眩い光に包まれる。モーフボール状態で、下+L＋Rボタンを押したままパワーボムを設置、そのままXボタンを押し続けるとミサイル・スーパーミサイル・パワーボム各10発（厳密には起爆用のパワーボムも必要であるため11発必要）を消費して、リザーブタンクを含めた全てのエネルギータンクが全回復する。
メレーカウンター
『サムスリターンズ』で初登場した主力アクション。Xボタンを押すと銃口からエネルギー波を放ちながらアームキャノンを振り上げ、勢いよく迫り来る敵の攻撃を弾き返し、逆に隙を作らせる事が可能。『ドレッド』では、スライディング中やモーフボール状態ではサマーソルトキックを繰り出す演出となる。メレーカウンターで対応できる攻撃は、一瞬光り特定の効果音が鳴る合図が必ずついている。直接当てても少し怯むだけでダメージは無いが、アイスビーム・アイスミサイルで凍らせた敵（及び『ドレッド』の小型群体の敵）はミサイルと同様に一発で倒すことができる。
成功すると一瞬で強力なビームをチャージしてカウンター攻撃を行うことができ、これによって通常の敵を倒すと回復アイテムの出現量が大幅に増加する。ボスに対してカウンター攻撃を成功させると、さらに一定時間一方的に攻撃し続けられるグラブシーケンスが発動する。グラブシーケンス中のアクション、及び発動条件となるカウンター対応アクションはボスによって異なり、中には特定行動を行った際の演出中にカウンターを成功させることでグラブシーケンスが発生する場合もある。
『サムスリターンズ』ではライトニングアーマー発動中はエフェクトが変更され、範囲が非常に拡大されるが使用時にエイオンを消費し、さらに敵を倒してもエイオンボールが出現しなくなる。
『ドレッド』では移動しながら行うと走りながらアームキャノンを振り上げるダッシュメレーになり、立ち止まって行うメレーカウンターとは違って敵に少量のダメージを与えられる。
メレー(Melee)は「格闘、乱戦」を意味する。
スライディング
アクション自体は『アザーエム』にて初登場。ゼロスーツ時にのみ使用可能のアクションで、モーフボールで通れるサイズの通路に対して2ボタンを押すことで瞬時に滑り込む。『ドレッド』にて最初期から認知されたアクションとして登場。立ち止まらず、またモーフボールを用いずに狭い隙間をくぐり抜けることができる。崖つかまりからは直接移行できない。また長く狭い通路にスライディングで入るとそのままモーフボールになる。
フリーエイム
『サムスリターンズ』で初登場。Lボタンを押すことでアームキャノンからレーザーポインターが照射され、スライドパッドで360°全方向に狙いを定めて射撃を行うことができる。レーザーポインターが敵や破壊可能なオブジェクトに重なると、レーザーの色が赤く変化する。グラップリングポイントに重なった場合は青い色に変化し、ショットボタンを押すだけで自動的にグラップリングビームを使用できる。使用時は足を止める必要があるため、走りながら狙いを付ける場合はLボタンを押さずに斜め上下方向にスティックを倒す必要がある。
『ドレッド』では走行中さらに細かい角度に銃口を向けられるように調整された他、グラップリングビームが手動切り替え式になった。

## メトロイドシリーズ以外の出演作品

### 任天堂作品
大乱闘スマッシュブラザーズシリーズにおけるサムス（およびゼロスーツサムス）
任天堂キャラクターの祭典である大乱闘スマッシュブラザーズシリーズにもサムスは登場する。また、3作目『X』からはパワードスーツを脱いだ状態のサムスがゼロスーツサムスという呼称のプレイヤーキャラクターとして登場している。キャラクターの設定については『大乱闘スマッシュブラザーズシリーズ#世界観』『大乱闘スマッシュブラザーズ SPECIAL#スピリッツ』を参照。
『for』では3DSの情報処理能力の限界によりファイター変身の実装が不可能だったことから、別枠のキャラクターとして分割している。
『大乱闘スマッシュブラザーズ SPECIAL』でも前作と同様にゼロスーツサムスが別枠扱いの仕様となっている。また、同作ではサムスの「ダッシュファイター（基礎プログラムなどを流用して制作されたキャラクター）」としてダークサムスも出演している。
サムス
5作すべてに最初から選択可能なプレイヤーキャラクターとして登場している。デザインは『初代』と『DX』では『スーパーメトロイド』、『X』では『メトロイドゼロミッション』、『for』と『SP』では『アザーエム』におけるオレンジ色のバリアスーツ装着時のものをベースとしている。色換えでは、グラビティスーツの配色やダークスーツ風、フュージョンスーツ風のカラーなども選べる。
キャラクターボイスは声優などはついておらず、サウンドエフェクトでスーツの駆動音のような音が入るのみだが、これはオリジナル製作者の要望から。
ゼロスーツサムス
パワードスーツを脱いだ状態のサムス。『X』では『ゼロミッション』のものを、『for』と『SP』では『アザーエム』のデザインをベースとしており、髪型はポニーテールで全身を覆う青いスーツを纏い、武器にパラライザー（『ゼロミッション』におけるハンドガン）を持っている。また、パラライザーにはオリジナルの武装として、鞭状の武器プラズマウィップも内蔵されている。キャラクターコンセプトはディレクターの桜井政博曰く「しなやかな体術」。
『for』ではキャラクターの変身のシステムが廃止されたことで、サムスと独立したキャラクターとして登場。また、エンディングで登場するショートパンツ姿も使用可能となっている。
ファミコンウォーズ
試合が終わったあとの結果画面でたまにサムスーン大佐として登場する。
F1レース
ゲームボーイ版にゲスト出演。プレイヤーの応援で登場する。
スーパーマリオRPG
ヤリドヴィッヒを倒してからマシュマロの国に行くまで、キノコ城内の客室のベッドで寝ている。話し掛けると「……オモロイド」と寝言を言う。
星のカービィ スーパーデラックス、星のカービィ ウルトラスーパーデラックス
「ストーン」のコピー能力で石に変身すると、1/251の確率でサムスの黄金像になる。また、カービィが宝探しをするゲームモード『洞窟大作戦』では、スクリューアタックを使えるようになるアイテムが「スクリューボール」という名称でお宝の一つとして登場している。
星のカービィ3
ステージ5-2に登場。同ステージに出現するメトロイドをすべて倒すと、サムスがハートスターをくれる。なお、この際はパワードスーツのメットを脱いでおり、素顔を見せてくれる。なおカービィシリーズ内で初めて登場したリアル頭身の人間キャラクターである。
メイド イン ワリオシリーズ
『メイド イン ワリオ』及び『あつまれ!!メイド イン ワリオ』では、ミサイルでマザーブレインを倒すプチゲーム（短ミニゲーム）がある。
『まわるメイドインワリオ』では、モーフボール状態でミサイルを手に入れるプチゲームとビームでその場を乗り切るプチゲームがある。また、同作では「ネコロイド」というアームキャノンを装備したネコが登場するミニゲームもある(これは元よりサムスのパロディとして作ったわけではなく、開発中は「ネコブラ」とされ、腕の銃はアームキャノンではなくサイコガンとされていた）。
『おどる メイド イン ワリオ』では、『プライム2 』の画面を基にしたモーフボール状態でドラム缶を倒すプチゲームがある。
『メイドイン俺』では『ゼロミッション』の画面を基にしたプチゲームが登場。また、ニンテンドーWi-Fiコネクションで配信されるプチゲームとして坂本賀勇が製作した「メトロイド」という作品でも登場。
『メイド イン ワリオ ゴージャス』では第1作目と『スーパーメトロイド』それぞれのグラフィックを再現したプチゲームが登場し、内容は上述の『まわる』のアレンジとなっている。またミニゲームとして「ネコロイド」が再収録されたほか、「ネコロイド2 ニャムスリターンズ」という続編ミニゲームも登場する。
どうぶつの森シリーズ
直接の登場はないが、登場人物の宇宙飛行士ジョニーが「ボールに変身するバウンティ・ハンター」に会ったことがあると、暗にサムスを示す話をしている(なお、その際に言う「戦闘機乗りのキタキツネ」は、『スターフォックス』シリーズの主人公、フォックス・マクラウドのこと）。Wii『街へいこうよ どうぶつの森』では特殊な条件で手に入る服・ヘルメットとして「バリアスーツ・ボディ」と「バリアスーツ・ヘッド」が登場し、装備することでサムスになりきることができる。また、GCの『e+』ではカードe+で追加できるマイデザインの中に「サムスのスーツ」というものがある。
テトリスDS
タイトルメニュー画面、および一部モードの背景で初代『メトロイド』姿のサムスが登場している。
零 月蝕の仮面
サムス自身の登場ではないが、主人公の1人、水無月流歌のコスチュームの1つに「ゼロスーツサムス」がある。
ベヨネッタ2
衣装としてバリアスーツ状態のサムスを模した服装がある。
ペーパーマリオ オリガミキング
パワードスーツのヘルメットを模したハリボテの被り物が登場している。

### 他社の作品
ファンタシースターZERO（セガ）
サムス自身の登場では無いが、彼女の使用しているアームキャノンが、短銃「パワービーム」という名称でコラボレーションアイテムとして登場をしている。
デッド オア アライブ ディメンションズ（コーエーテクモゲームス）
『メトロイド アザーエム』と同じTeam NINJA開発の作品であることにちなみ、『アザーエム』のボトルシップ・パイロスフィアの地熱発電所をモチーフとしたステージにリドリーと共にゲスト出演している。
鉄拳タッグトーナメント2 Wii Uエディション（バンダイナムコゲームス）
コラボレーションコスチュームとして、ゼロスーツサムスの衣装が登場。
真・三國無双 VS（コーエーテクモゲームス）
サムス自身の登場では無いが、コラボレーションコスチュームとして、サムスの「ゼロスーツ」が登場する。
モンスターハンター4G（カプコン）
コラボレーションとして、サムスのパワードスーツ(バリアスーツ）とゼロスーツサムス姿を模した装備と、武器としてアームキャノン型のボウガン(銃）が登場。
続編となる『モンスターハンターX』および『モンスターハンターXX』にも登場。

### amiibo
- サムス（大乱闘スマッシュブラザーズシリーズ 2014年12月6日発売）
- ゼロスーツサムス（大乱闘スマッシュブラザーズシリーズ 2015年6月11日発売）
- サムス・アラン（メトロイドシリーズ 2017年9月15日発売）
- サムス（メトロイド ドレッド 2021年10月8日発売）

## 配役
声優・日本語
- 小林愛：『アザーエム』

声優・英語
- ジェニファー・ヘイル（Jenifer Hale）：『プライム』シリーズ
- アレジア・グライドウェル（Alesia Glidewell）：『大乱闘スマッシュブラザーズ』シリーズ（ゼロスーツサムスのみ）
- ジェシカ・マーティン（Jessica Martin）：『アザーエム』
- ニッキ・ガルシア（Nikki García）：『ドレッド』

女優
- 森下千里：『ゼロミッション』実写テレビCM[20][21]